# Église Saint-Martin de Mareil-en-France
L'église Saint-Martin est une église catholique paroissiale située à Mareil-en-France, en France. De l'extérieur, seuls le clocher et la façade occidentale du milieu du XIXe siècle sont visibles depuis le domaine public, et dénués d'intérêt. Tout le reste de l'église a été édifié pendant une unique campagne de construction au début du dernier quart du XVIe siècle, et séduit par l'homogénéité et la qualité de son architecture Renaissance. L'ordonnancement et la sculpture monumentale portent la signature artistique du maître-maçon Nicolas de Saint-Michel, de Luzarches, et montrent une ressemblance frappante avec l'église Saint-Martin d'Attainville. À l'instar de toutes les autres églises bâties par le même architecte, le voûtement d'ogives et la disposition générale sont hérités de l'architecture gothique, mais si l'on ne regarde que les supports, l'on pourrait se croire dans un édifice antique. Ce qui distingue l'église de Mareil-en-France est son plan exceptionnel avec déambulatoire complet, sans chapelles rayonnantes, mais avec une enfilade de chapelles peu profondes tout autour de l'église, grâce à des contreforts tournés vers l'intérieur. Comme seul inconvénient, l'abside est insuffisamment éclairé, car le chevet est entouré par le déambulatoire. Néanmoins, les auteurs s'accordent pour considérer l'église Saint-Martin comme un chef-d'œuvre de la Renaissance en pays de France. Elle a été inscrite au titre des monuments historiques par arrêté du 21 février 1914. Affiliée à la paroisse de Luzarches, elle n'accueille que rarement des messes dominicales.

## Localisation

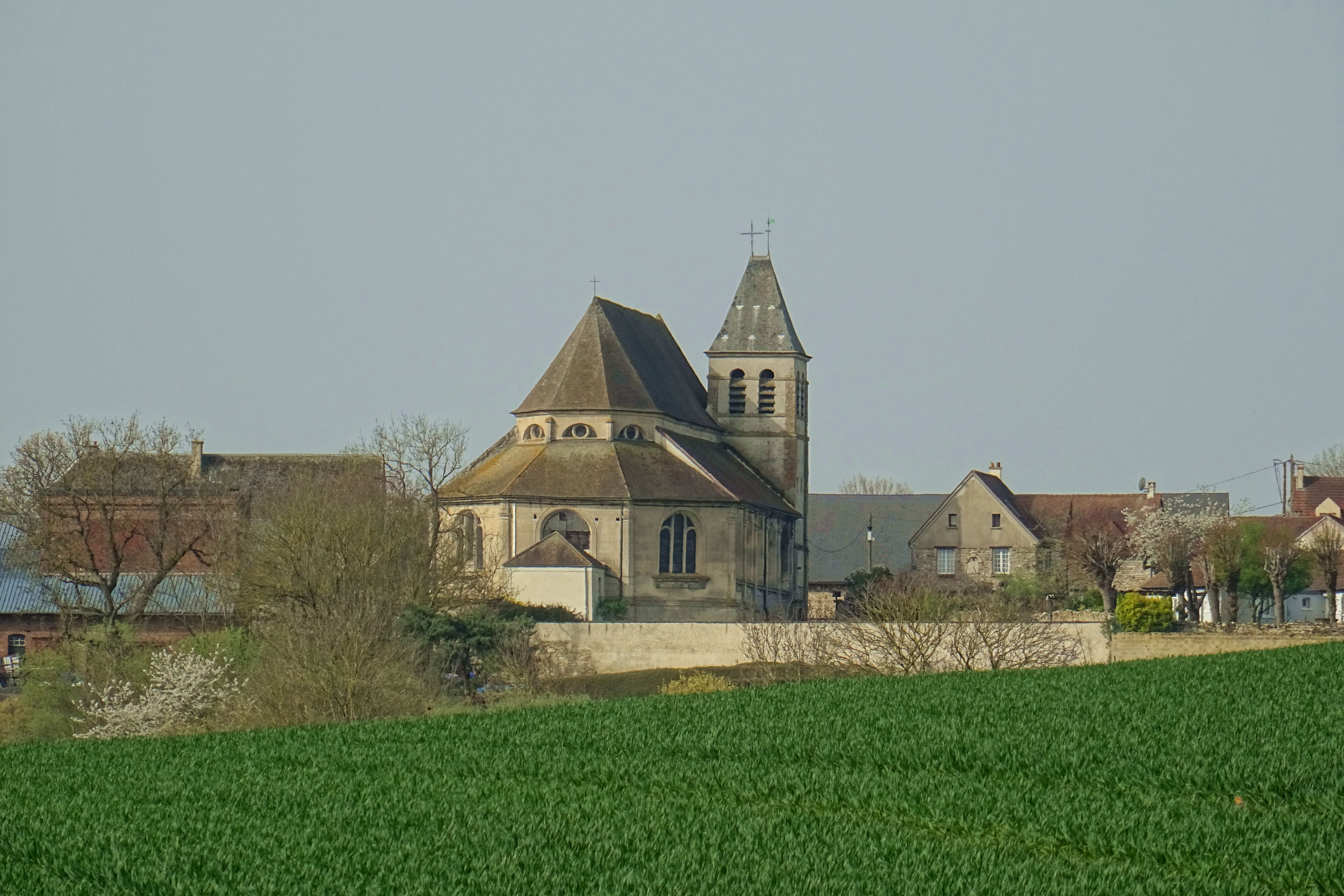
Approche par le nord-est.

L'église est située en France, en région Île-de-France et dans le département du Val-d'Oise, au sein du Parc naturel régional Oise-Pays de France, sur la commune de Mareil-en-France, au bout de la rue de l'Église, qui se termine en impasse par une place. La façade occidentale donne sur la place, sauf une petite partie tout à droite, qui est mitoyenne d'un bâtiment agricole. La face nord du clocher donne également sur la place. Tout le reste de l'élévation nord, ainsi que les pans nord-est et est du chevet, donnent sur l'ancien cimetière, qui est normalement fermé à clé pour éviter que les fenêtres, non protégées par des grilles, ne soient cassées par des jeux de ballon. Quant à l'élévation méridionale et le pan sud-est du chevet, ils sont enclavés dans une cour de ferme cernée de bâtiments, et inaccessible au public. Du reste, un bâtiment d'exploitation récent se rapproche de près de l'église, et ne laisse libre qu'un couloir de circulation. De cette façon, tout ce que l'on peut apercevoir de l'église Saint-Martin sont le clocher et la façade du milieu du XIXe siècle, sans intérêt, alors que les parties Renaissance se dérobent aux regards. Il y a bien trois chemins qui s'approchent du chevet, mais ce sont tous des chemins privés interdits d'accès, qui appartiennent à l'exploitation agricole.

## Historique

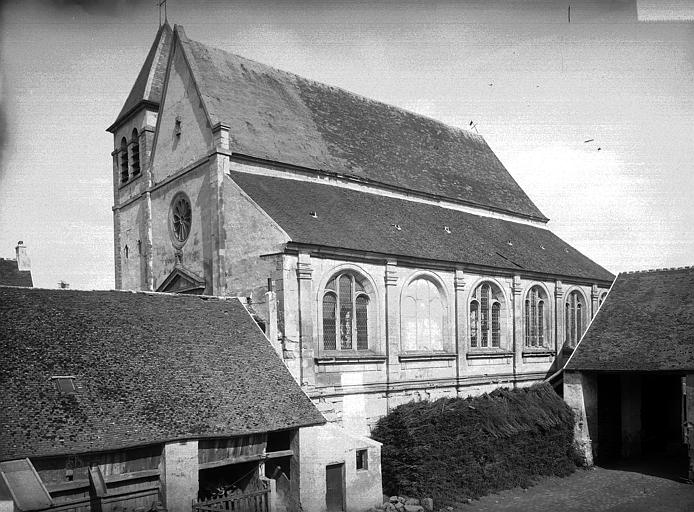
Vue depuis la cour de ferme au sud.

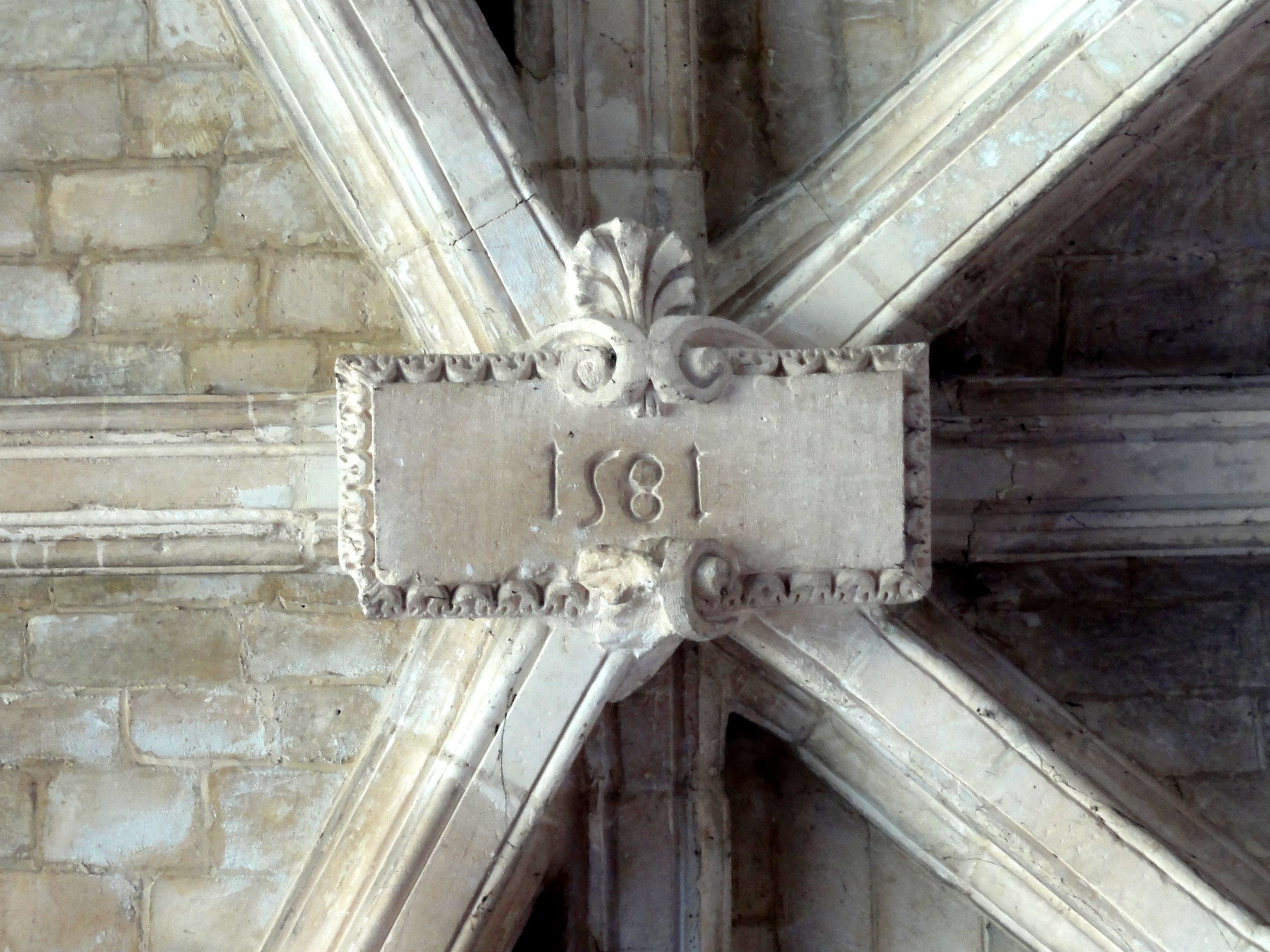
Déambulatoire nord-est, clé de voûte avec la date 1581.

La première mention connue du village et de l'église de Mareil-en-France remonte à l'an 1150. Elle figure dans un acte de Thibaud, évêque de Paris, par lequel il confirme au prieuré Saint-Martin-des-Champs tous les biens qu'il possède alors. Dans la liste, l'on trouve la troisième part de l'autel (c'est-à-dire, des revenus liés à cet autel), et une partie de la dîme. Rien de l'église de cette époque ne subsiste. Le patron de la paroisse est saint Martin de Tours. Sachant que le prieuré Saint-Martin-des-Champs avait des biens à Mareil, et qu'il a été fondé en 1079, l'on peut penser que le prieuré est à l'origine de la construction de l'église qui existait au XIIe siècle, et qu'il lui a laissé son nom (à moins que ce ne fut l'abbaye Saint-Martin de Pontoise, non cité par l'abbé Lebeuf dans le contexte de Mareil). Dès le XIIIe siècle, au plus tard, la nomination à la cure de Mareil revient de plein droit à l'évêque de Paris, ce qui ne change pas jusqu'à la fin de l'Ancien Régime. La paroisse fait alors partie du doyenné de Montmorency et du diocèse puis archidiocèse de Paris.
Jusqu'au XVIIIe siècle, les archives restent muettes quant à l'histoire de l'église, et au milieu de ce siècle, l'abbé Lebeuf n'a trouvé que des sources concernant les seigneurs. Ce n'est donc que le monument lui-même qui peut fournir certains renseignements de base. L'année d'achèvement du chœur est probablement celle que l'on lit sur le cartouche sous la clé de voûte de la travée nord-est du déambulatoire. Avant la Révolution française, il y avait aussi les armes des familles du Val, et peut-être de Corbie ; sur ce dernier point, les témoignages ne sont pas unanimes. En 1566, Tristan du Val, maître des Comptes, hérite de la seigneurie de la part de sa mère, Marie de Corbie, veuve de Germain du Val. En 1573, François du Val, conseiller à la Chambre des comptes, ainsi que ses quatre frères et sœurs, héritent de la seigneurie de la part de leur père, Tristan du Val. Dominique Foussard pense que les nouveaux seigneurs ont voulu manifester leur enracinement dans le village en finançant l'église tout en entier, à l'instar de ce que font à la même époque les nouveaux seigneurs du Mesnil-Aubry, alors que le droit d'usage veut que la nef soit à la charge des paroissiens. À Attainville pourtant, également à la même époque, les paroissiens doivent même s'endetter pour payer eux-mêmes une nouvelle église, le seigneur n'ayant pas les moyens,.

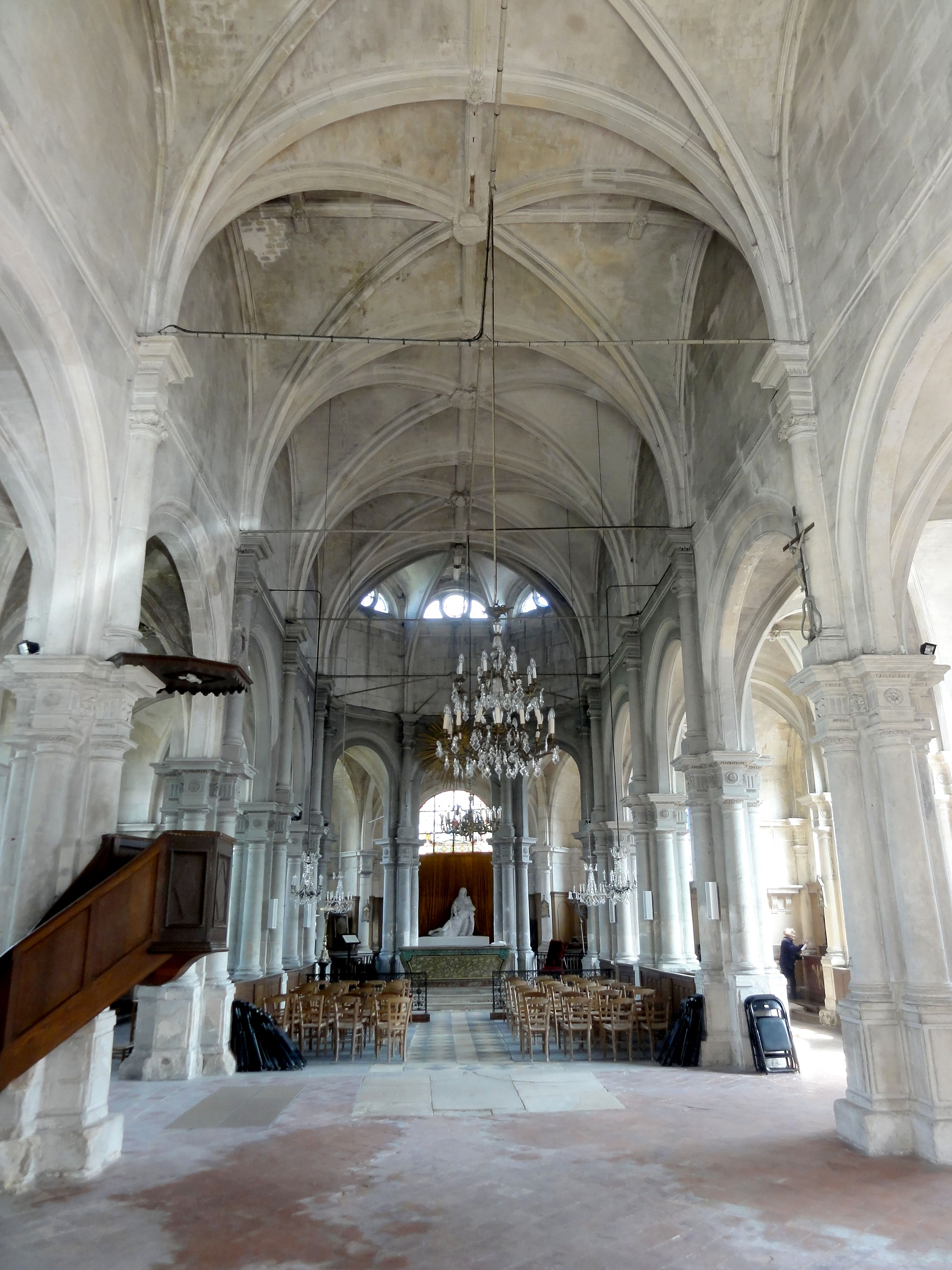
Vue générale intérieure.

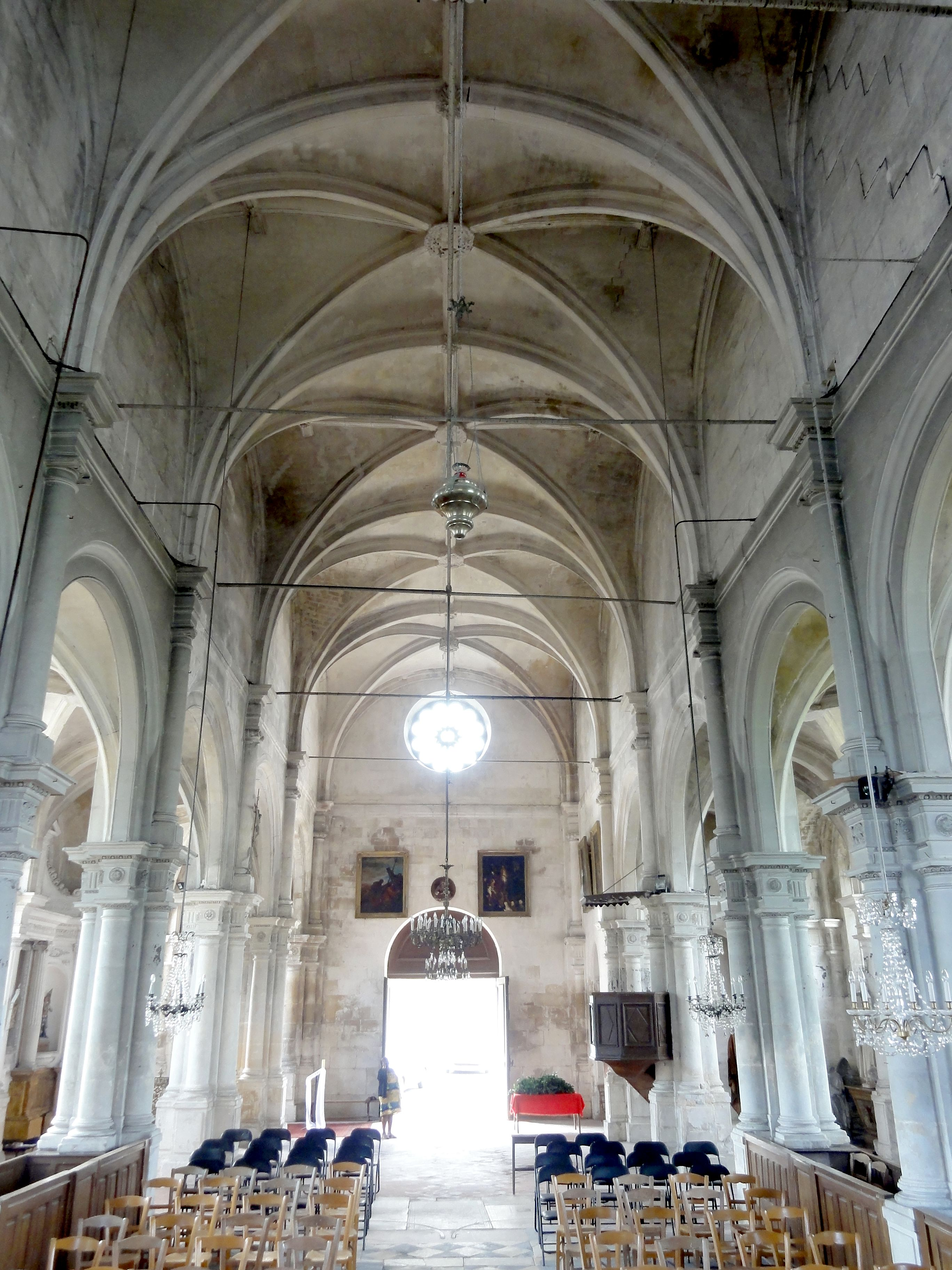
Vue depuis l'abside.

La question de l'architecte n'a été résolue qu'au début des années 1920 par Charles Terrasse, par une démonstration aussi simple que convaincante. C'est dans le voisinage que les marguilliers, le curé et les seigneurs devaient chercher un maître-maçon à même de prendre en charge un chantier aussi important que celui d'une église, et c'est dans le proche bourg de Luzarches qu'ils devaient le trouver en la personne de Nicolas de Saint-Michel. Il travaillait depuis 1560 environ sur l'église de la Nativité-de-la-Vierge du Mesnil-Aubry, et dirige la construction de l'église Saint-Martin d'Attainville, commencée en 1572 et terminée provisoirement en 1575. À propos de l'église d'Attainville, Charles Terrasse souligne que son style est identique, et que les éléments de son architecture et les motifs décoratifs sont superposables à l'église de Mareil, dans le sens géométrique du terme. Or, l'attribution de l'église d'Attainville à Nicolas de Saint-Michel est certaine grâce à une lettre de mise en demeure qu'il adressa à la paroisse en 1575. Les ressemblances avec l'église Notre-Dame-de-l'Assomption du Plessis-Gassot, autre œuvre du même architecte, sont également frappantes. Des différences existent tout de même, notamment en ce qui concerne le plan, car Mareil-en-France possède la seule église Renaissance du nord de l'Île-de-France avec un déambulatoire. En plus, l'emploi de l'arc brisé, auquel Nicolas de Saint-Miche reste longtemps fidèle, recule encore à Mareil : on ne le rencontre plus que dans le déambulatoire, alors qu'à Attainville, il est encore utilisé pour tous les arcs-doubleaux.
La nef n'est sans doute pas achevée en 1581, sachant que la construction d'une église commence habituellement par le chevet. L'emploi systématique de l'arc en plein cintre dans la nef et les bas-côtés appuient cette hypothèse. Dominique Foussard qualifie ainsi l'église de Mareil-en-France d'œuvre ultime de l'architecte, né vers 1520 à Luzarches, et mort sans doute au cours des années 1590. Il exerçait en même temps la profession de marchand, et était un gros propriétaire foncier à Luzarches, ce qui donne à penser que ce fut un homme très aisé. D'après Charles Terrasse, son art « se distingue par son originalité, par l'élégance et l'harmonie des formes et par une science très poussée de l'adaptation de la sculpture décorative à l'architecture ». Pour Dominique Foussard, l'église de Mareil est « emprunte d'une grâce toute particulière, que l'on saisit en pénétrant dans un édifice à l'aspect extérieur volontairement sobre et discret ». Cependant, le clocher et la façade ne datent pas de la Renaissance et ont été conçus par l'architecte Volkers, de Pontoise, au milieu du XIXe siècle. Auparavant, l'église comportait une travée en moins à l'ouest. Le mur occidental était précédé par un porche d'ordre composite, et l'on avait apparemment gardé le clocher de la précédente église. L'abbé Lebeuf loue le couronnement élégant de ce clocher, que l'on ne trouve toutefois pas confirmé par l'iconographie ancienne, mais indique aussi qu'il manque de solidité. En 1850 en effet, le clocher menace de s'effondrer, et l'action vigoureuse de la municipalité conduit à son remplacement immédiat, ainsi qu'au prolongement de la nef et du bas-côté sud d'une travée vers l'ouest, pour s'aligner sur le mur occidental du clocher. Intérieurement, l'architecture de Nicolas de Saint-Michel est si bien recopiée que l'on ne voit aucune différence avec le reste. L'agrandissement de l'église est achevé en 1855. L'église Saint-Martin est inscrite au titre des monuments historiques par arrêté du 21 février 1914. Depuis, les aménagements dans le chœur que le duc de Gesvres avait fait entreprendre pendant la seconde moitié du XVIIIe siècle ont été enlevés, et n'en reste comme vestige que la grande gloire qui règne en haut de l'abside,,,.
Après la Révolution française et la création du département de Seine-et-Oise, la paroisse avait été rattachée au nouveau diocèse de Versailles, qui correspondait exactement au territoire du département. Dans le contexte de la refonte des départements d'Île-de-France, le nouveau diocèse de Pontoise a été érigé en 1966, et Mareil-en-France en fait partie à l'instar de toutes les autres paroisses du département. Le diocèse de Paris se limite désormais à la seule ville de Paris. La « Paroisse des onze clochers » autour de l'église Saint-Côme-Saint-Damien de Luzarches inclut aujourd'hui les anciennes paroisses indépendantes et petits villages de Bellefontaine, Châtenay-en-France, Chaumontel, Épinay-Champlâtreux, Jagny-sous-Bois, Lassy, Mareil-en-France, Le Mesnil-Aubry, Le Plessis-Luzarches et Seugy. Des messes dominicales sont célébrées dans l'église Saint-Martin irrégulièrement, car la paroisse n'applique plus un calendrier des messes par rotation.

## Description

### Aperçu général

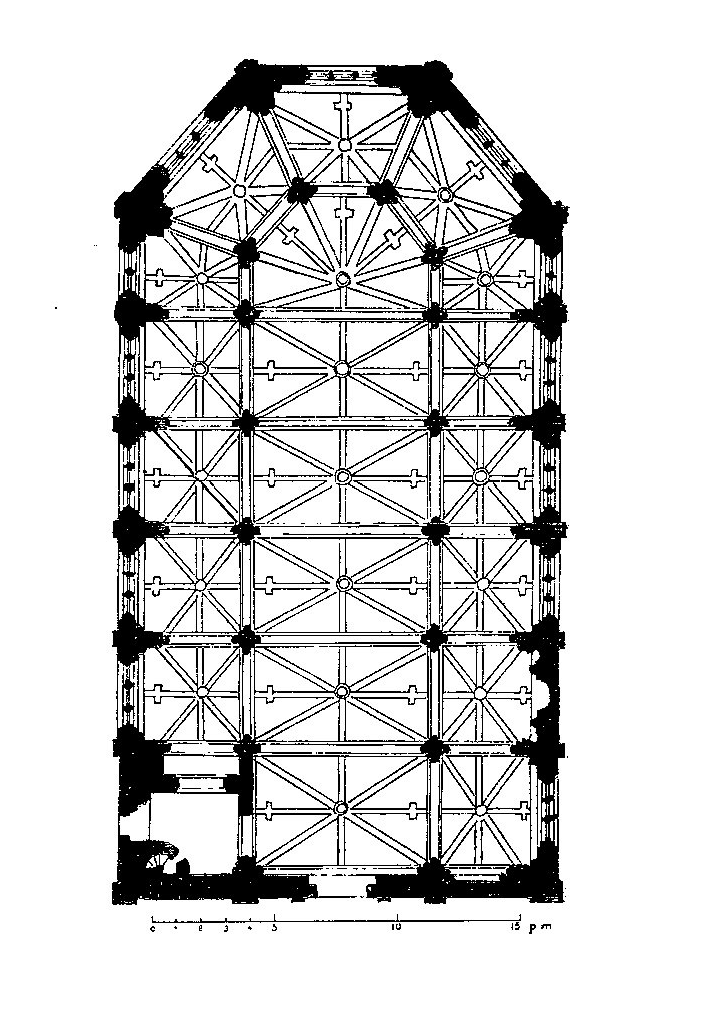
Plan de l'église.

Orientée légèrement vers le nord-est du côté du chevet, l'église Saint-Martin répond à un plan très simple sans transept et sans distinction notable entre nef et chœur, mais possède néanmoins un déambulatoire. L'édifice est symétrique le long de son axe à partir de la seconde travée. La première travée de la nef est, en effet, flanquée du clocher au nord, et ne comporte par conséquent un bas-côté au sud exclusivement. Ces parties ne datent que des années 1850-1855. Dans son ensemble, l'église se compose d'un vaisseau central de cinq travées accompagné de deux bas-côtés ; d'une abside à cinq pans, entourée d'un déambulatoire ; et d'une sacristie devant le pan central du chevet. Comme particularité, les contreforts sont placés à l'intérieur de l'édifice, ce qui crée une chapelle latérale peu profonde devant chaque travée, juste suffisante pour abriter un autel. L'abside commence par une partie droite, qui correspond à une travée de la nef moitié moins large que les autres, puis présente deux pans biais et le pan du chevet proprement dit. Ces pans sont tous les trois de largeur identique, et plus larges que les pans de la partie droite. L'appartenance de la partie droite à l'abside est démontrée par le voûtement par une seule voûte d'ogives, et par l'implantation légèrement oblique des doubleaux qui séparent ses bas-côtés des trois autres travées du déambulatoire. Les fenêtres hautes sont néanmoins limitées aux deux pans biais et au pan du chevet : tout le reste du vaisseau central en est dépourvue, excepté la rosace de la façade occidentale. L'ensemble de l'église est voûté d'ogives. Les portails sont au nombre de deux, à savoir le portail occidental et une porte au nord de la base du clocher, habituellement utilisée.

### Extérieur

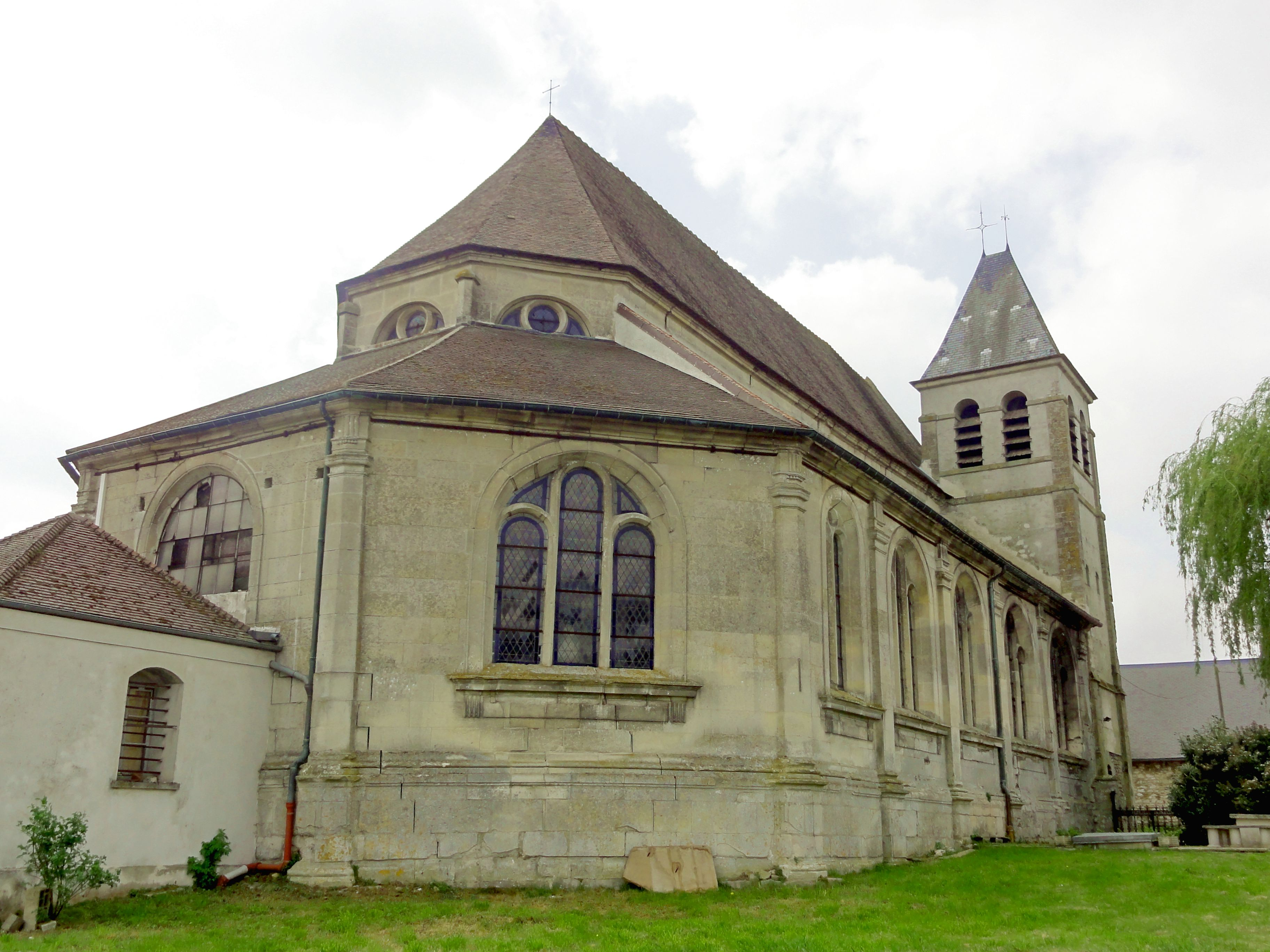
Vue depuis le nord-est.

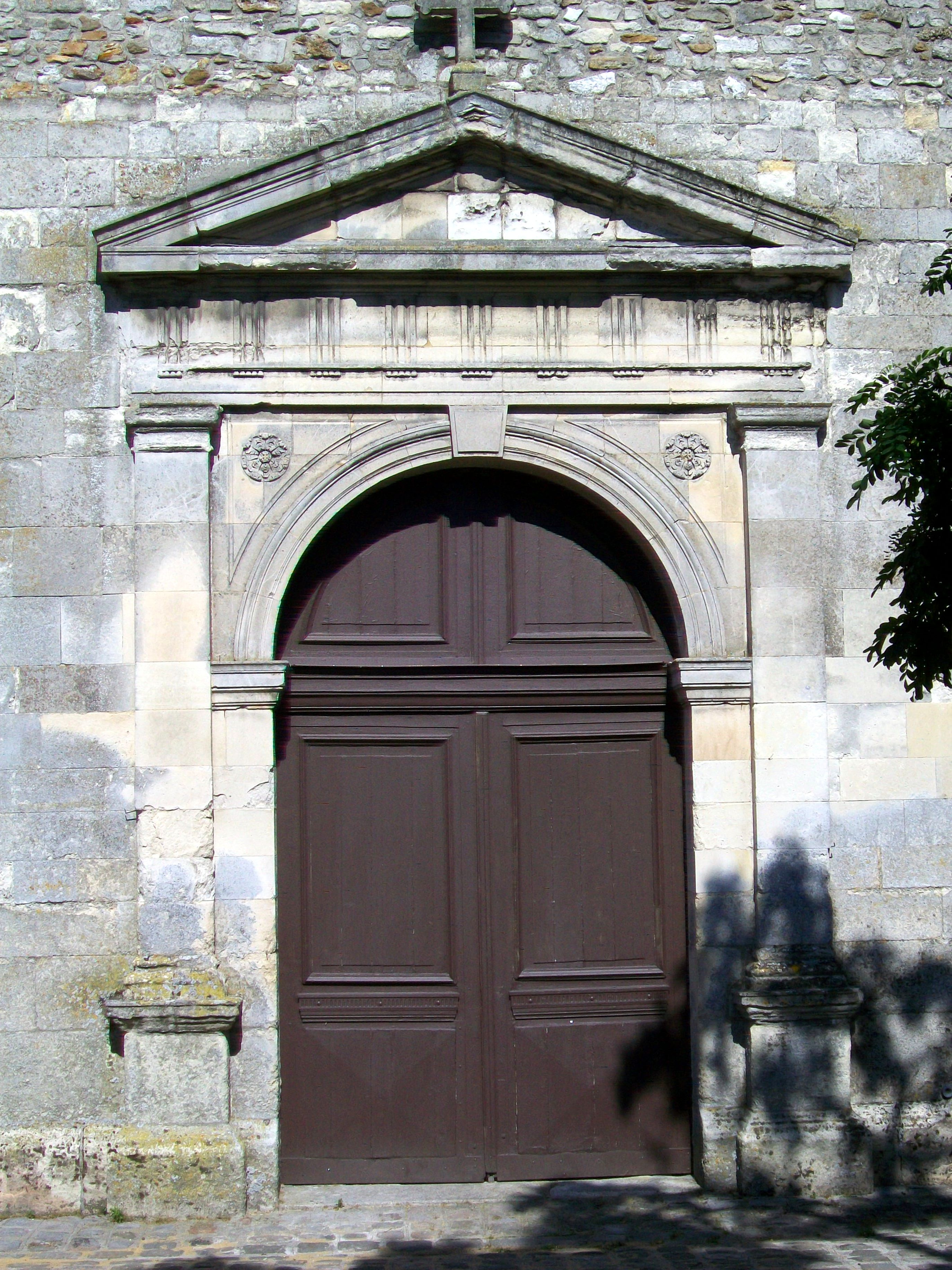
Portail occidental.

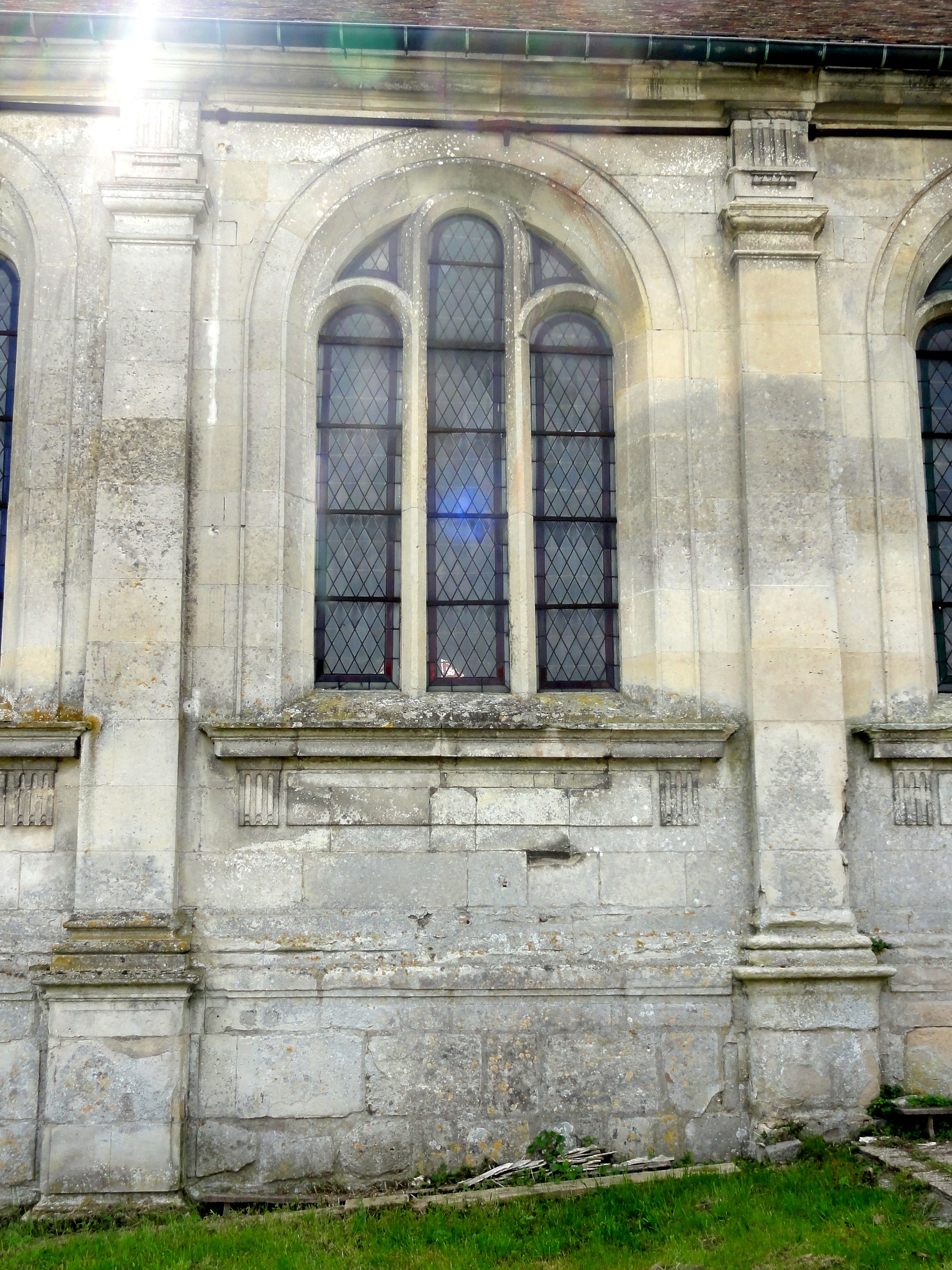
Bas-côté nord, 5e travée.

L'extérieur de l'église est très sobre, et le clocher et la façade de 1850 / 1850 sont dénués de tout intérêt architectural. Le clocher occupe l'angle sud-ouest de l'église, et se compose d'un rez-de-chaussée avec un portail secondaire côté nord et deux petites baies en plein cintre à l'ouest ; d'un étage intermédiaire avec des baies analogues au nord et à l'ouest, et d'un étage de beffroi percé de deux grandes baies en plein cintre par face. Les contreforts sont en moyen appareil et tout à fait plats, comme à la période classique. Tout le reste est bâti en simple moellons, comme n'importe quel corps de ferme. Les deux premiers niveaux sont délimités par un larmier, et un simple bandeau plat sépare l'étage intermédiaire de l'étage de beffroi. Des bandeaux identiques courbent au niveau du seuil et des impostes des fenêtres de l'étage de beffroi. Il n'y a pas de corniche, et la tour est coiffée d'un simple toit à la hache, qui est couverte d'ardoise. La façade de la nef a été commencée en pierre de taille, mais au-delà du portail, l'on s'est contenté de moellons, ce qui traduit sans doute l'économie des moyens. Le portail en plein cintre représente le seul élément ayant bénéficié de quelque soin. De style néorenaissance, il est cantonné de deux pilastres doriques, et surmonté d'un entablement avec frise à diglyphes et gouttes, ainsi que d'un fronton triangulaire sommé d'un crucifix en antéfixe. Les écoinçons affichent des rosaces, et l'arc du portail est agrémenté de moulures,.
Les élévations latérales et le chevet, qui datent de la Renaissance et ont été conçus par Nicolas de Saint-Michel, ont été bâtis entièrement en pierre de taille et sont d'une autre qualité que le clocher et la façade. Mais en comparaison avec l'église d'Attainville, l'on ne peut nier une certaine banalité. L'église d'Attainville étant restée inachevée jusqu'au XIXe siècle en raison de l'épuisement des crédits en 1575, l'on a sans doute voulu employer plus efficacement les moyens disponibles afin de pouvoir terminer l'édifice. La courte section des murs hauts qui est visible au-dessus des toits en appentis des bas-côtés n'a donc pas été décorée d'une frise sculptée, et les deux contreforts de part et d'autre de la baie d'axe du chevet sont presque purement fonctionnels. Au niveau des bas-côtés et du déambulatoire, l'absence de contreforts implique une simplification de l'architecture, mais le renoncement à un couronnement des pilastres à l'intersection des travées par des éolipyles ou des pots-à-feu est plutôt imputable aux restrictions budgétaires. La conception des élévations est modulaire, avec répétition d'un même schéma pour chacune des travées. Les pilastres sont surmontés d'une section de frise à triglyphes et gouttes, ce qui mérite d'être signalé, car Nicolas de Saint-Michel utilise habituellement des diglyphes. Selon Charles Terrasse, quelques métopes sont ornées de têtes d'enfants joufflues et de guirlandes, de rosaces variées ou de têtes d'ange, alors que Dominique Foussard parle d'un ordre dorique anticonique, c'est-à-dire inanimé. Les fenêtres sont en plein cintre et assez larges (sauf pour les pans nord et sud du déambulatoire), et munies d'un remplage de trois formes en plein cintre (deux pour les pans courts). Le bandeau mouluré sous le seuil des fenêtres prend appui sur des triglyphes à gauche et à droite. Des bandeaux moulurés relient également les bases des pilastres. Au sud, Dominique Foussard signale un haut soubassement pour compenser la déclivité du terrain,.

### Intérieur

#### Nef

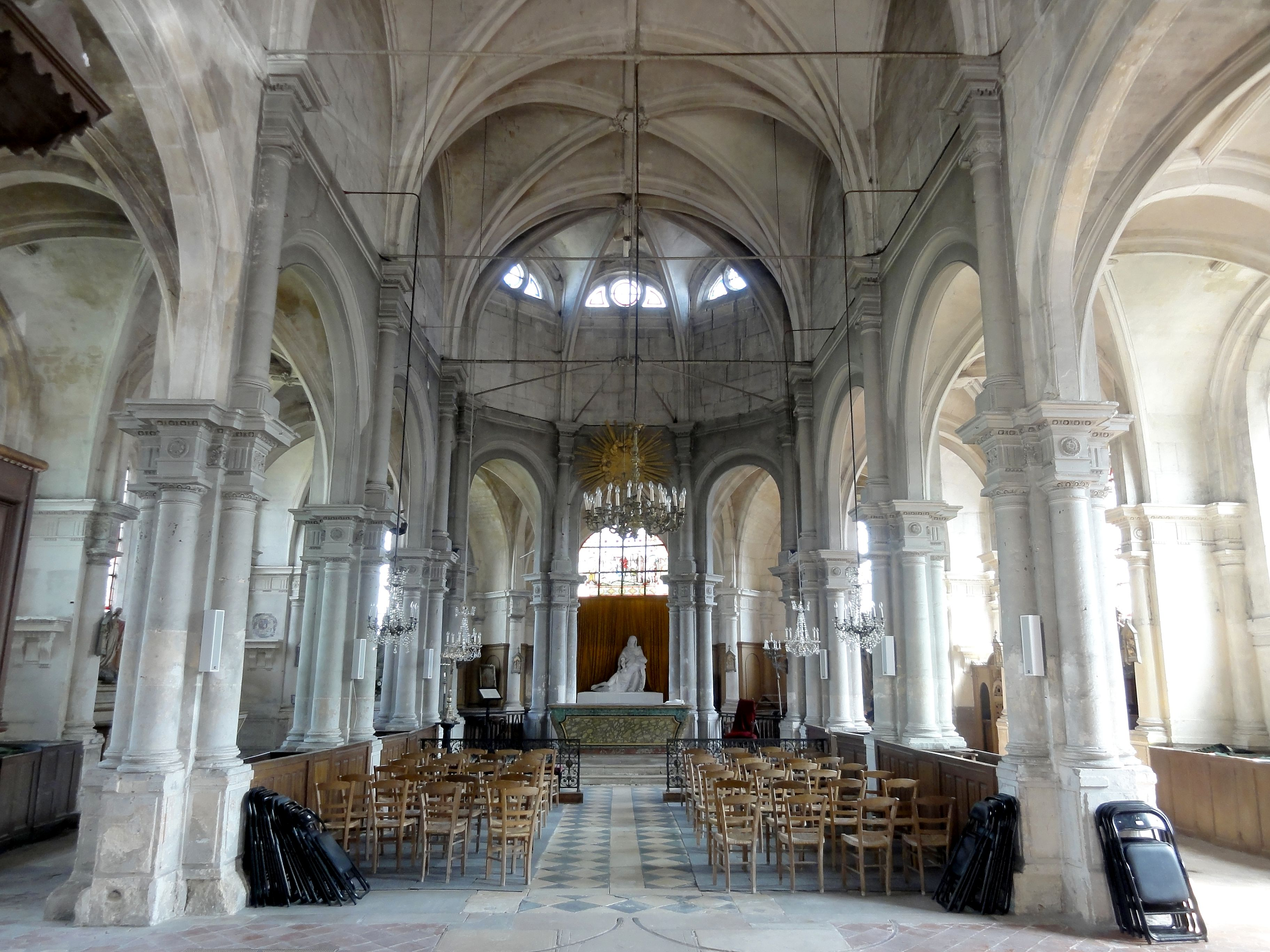
Nef, vue vers l'est.

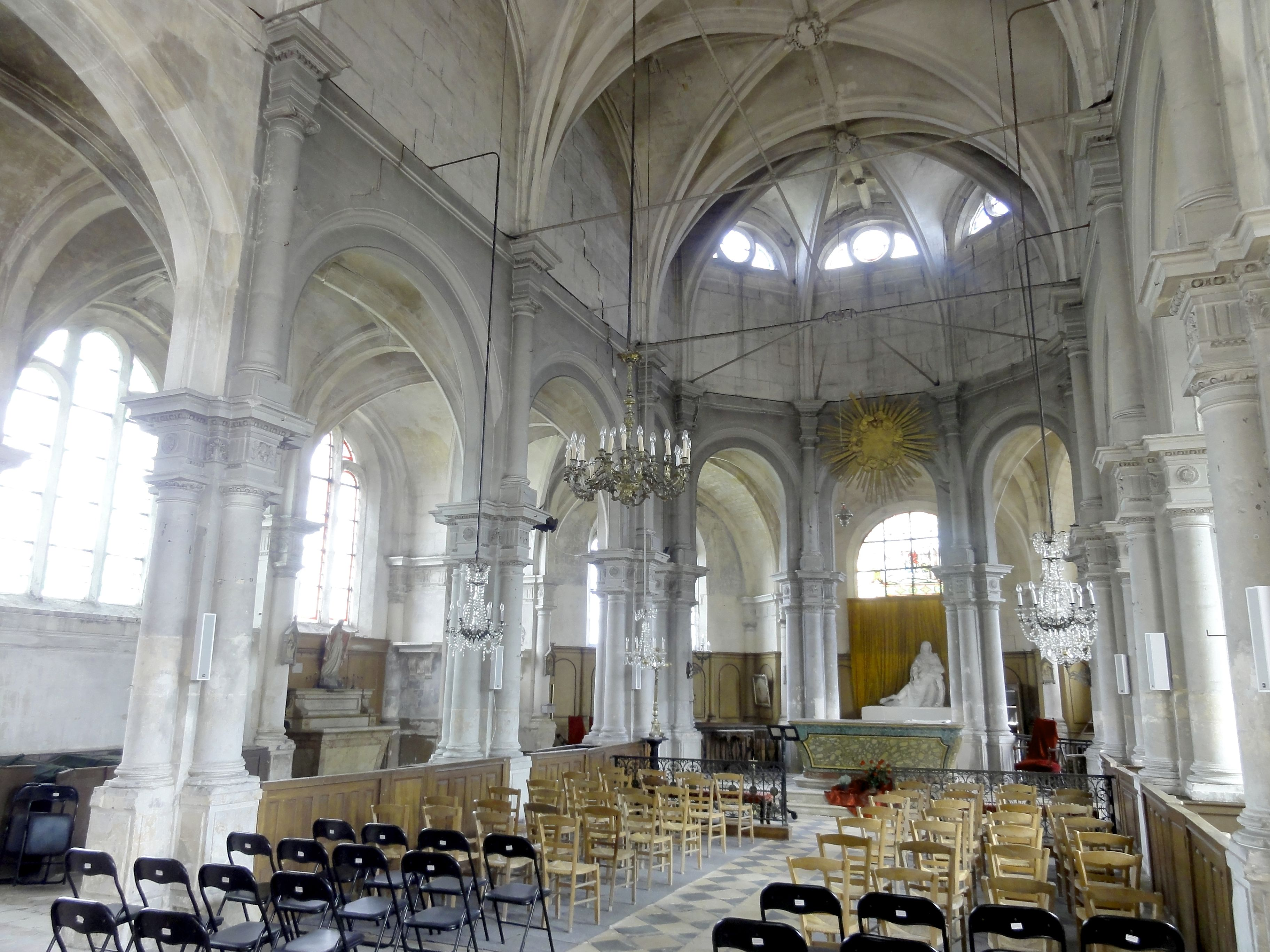
Nef, vue vers le nord-ouest.

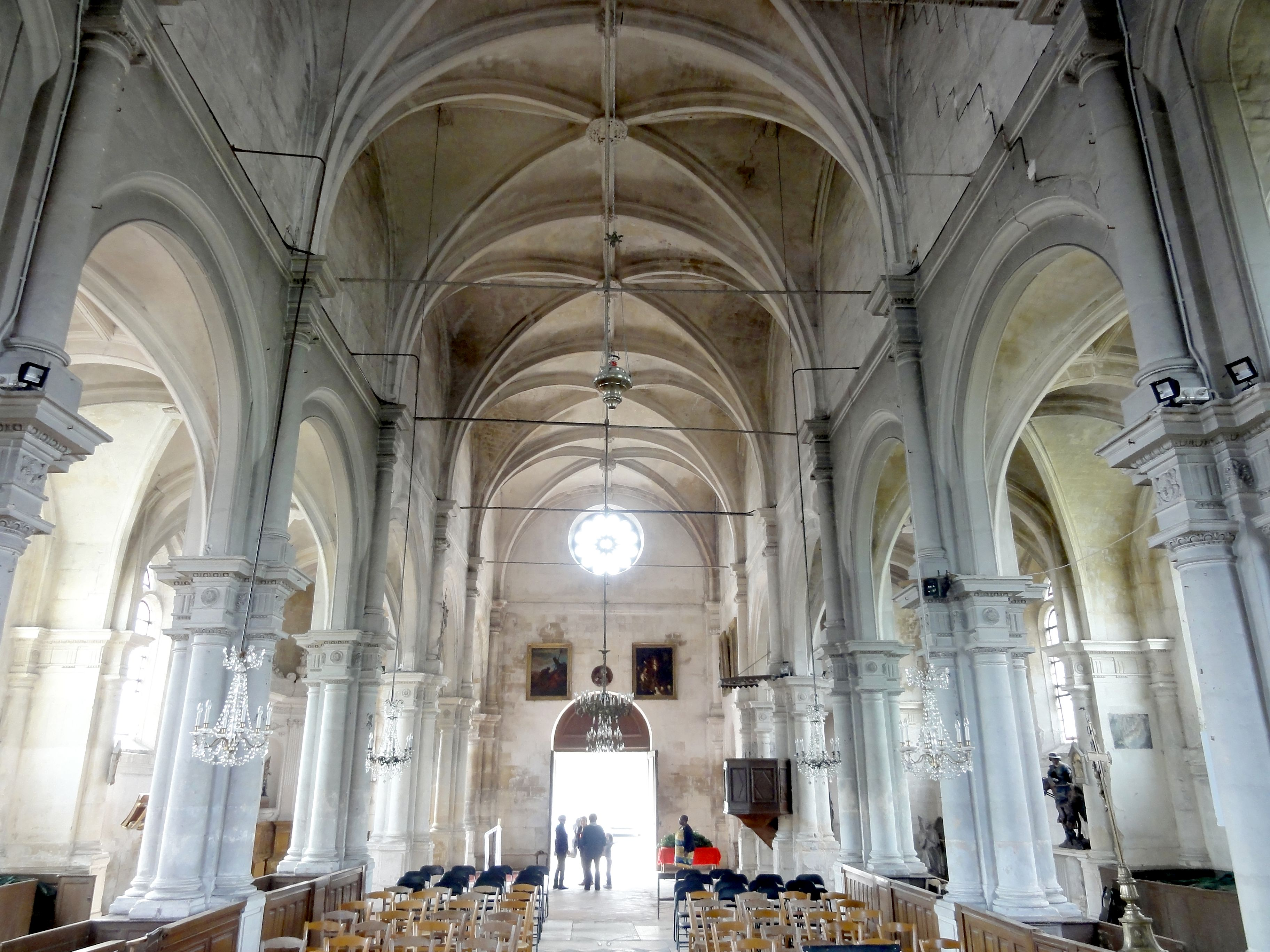
Nef, vue vers l'ouest.

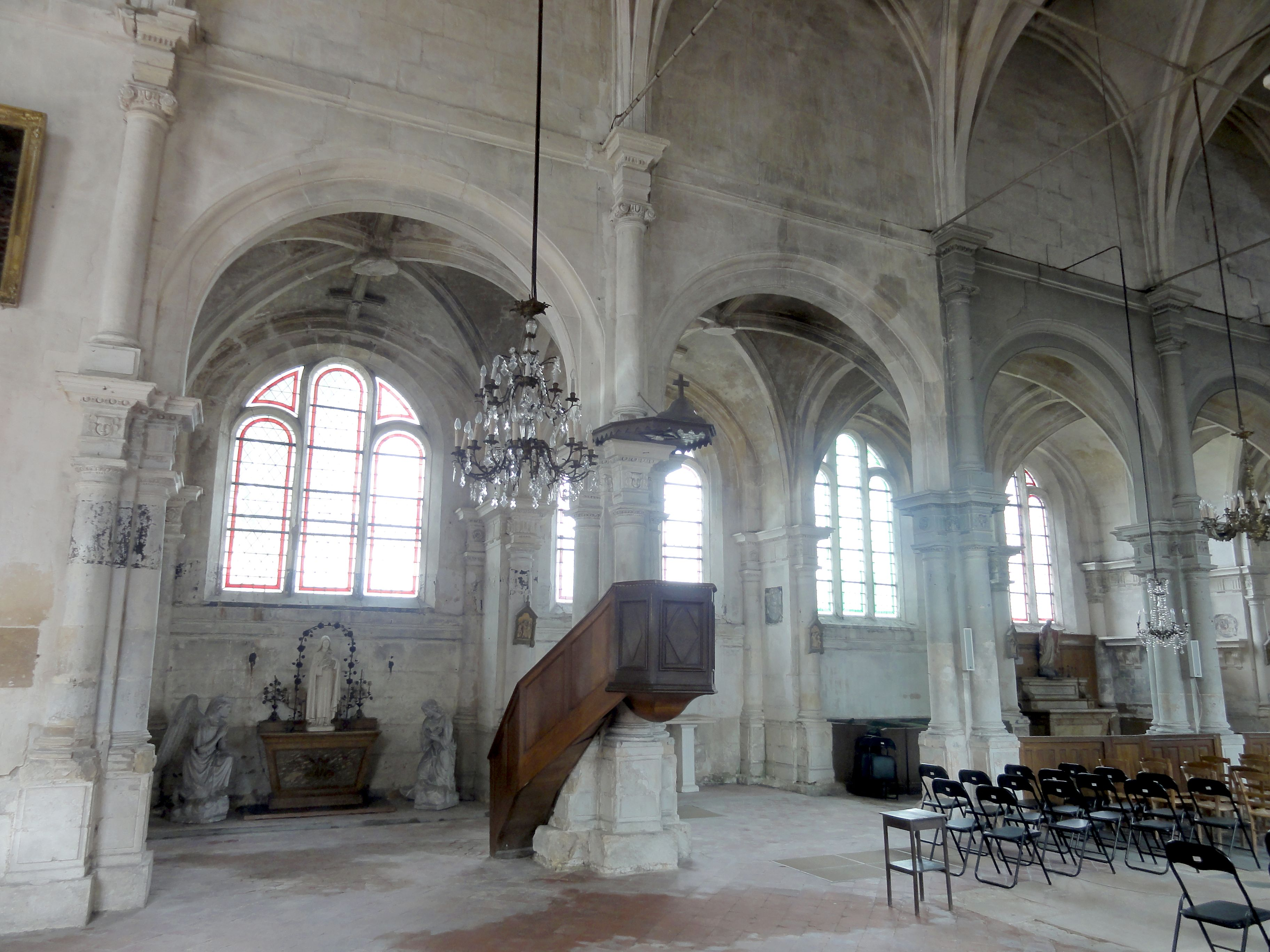
Nef, grandes arcades du nord.

En entrant dans la nef, l'on est saisi par la belle ampleur de l'espace, insoupçonnée pour l'église d'un petit village en milieu rural, et la pureté de son architecture Renaissance allant de pair avec une rare homogénéité créent un effet de surprise. Le regard est naturellement attiré par l'abside, dominée par une gloire en bois doré, et l'on remarque de suite que le plan de l'église comporte un déambulatoire, ce qui est également peu commun pour une petite église. L'abbé Lebeuf l'a déjà remarqué, et c'est par ailleurs la principale différence avec l'église d'Attainville. En ce qui concerne la nef, elle ressemble à un tel point à l'église de Mareil, que Charles Terrasse renvoie vers l'église d'Attainville pour la description. Comme à Attainville, Nicolas de Saint-Michel a choisi une pierre très blanche, qui reflète la lumière de sorte à parer l'absence de fenêtres hautes latérales dans la nef : elle n'est éclairée directement que par la rosace de la façade, datée de 1860. Une lumière diffuse, tamisée, règne dans la nef, et contraste avec la luminosité des bas-côtés. Les émanations des poêles à mazout, ayant été utilisés jusqu'à un passé récent pour chauffer l'église, ont malheureusement noirci les murs et altérées quelque peu l'aspect d'origine,,.
L'élévation du vaisseau central comporte deux étages, celui des grandes arcades puis une portion de murs aveugles. Sa hauteur est équivalente à la moitié de l'étage des grandes arcades, en mesurant du sol jusqu'au bandeau aplati qui le délimite supérieurement. Certes la hauteur n'est pas la qualité principale des églises d'Attainville et de Mareil, mais on peut difficilement rejoindre l'abbé Lebeuf dans sa remarque que l'église est si basse qu'il n'y a point de fenêtres hautes dans le pourtour du chœur. C'est plutôt un choix délibéré de l'architecte, hérité d'un usage né à la période gothique flamboyante. Au début du XXe siècle, de petites fenêtres hautes ont pu être ouvertes dans l'abside. Globalement, la disposition générale répond toujours aux principes de l'architecture gothique, et si l'on ne considère que les voûtes, l'on croit presque se trouver dans un édifice gothique. Néanmoins, la modénature est bien propre à la Renaissance, et les grandes arcades, les doubleaux, les ogives et les formerets sont tous en plein cintre. Si l'on ne considère que les supports, l'on pourrait se croire dans un édifice antique : c'est la synthèse de l'architecture gothique et des principes de l'architecture antique qui donne la Renaissance française, et l'église de Mareil-en-France est une illustration particulièrement réussie de cette synthèse,.
Chaque pilier de la nef se compose d'un noyau carré, qui est cantonné de quatre demi-colonnes doriques aux bases attiques, montées sur de hauts socles. Les chapiteaux sont surmontés d'une section d'un entablement complet, se composant d'une architrave à deux bandeaux ; d'une frise à diglyphes avec gouttes ; d'un rang d'oves dans l'échine de la corniche, et finalement, d'une corniche. Sur la frise, les diglyphes sont présentes sur les faces latérales, et encadrent un autre motif qui est présent sur la face frontale : vers la nef et vers les bas-côtés, c'est une tête d'angelot, et vers les grandes arcades, c'est une rosace ou patère. Entre deux demi-colonnes, les angles des noyaux carrés des piliers font saillie et sont également décorés d'une section d'entablement. L'emplacement de la frise est sculpté de feuilles d'acanthe. Le pilier engagé au début des grandes arcades du sud, au droit de la façade, comporte trois demi-colonnes. — Les entablements orientés vers la nef supportent des demi-colonnes, qui sont engagées dans les murs latéraux et destinées à supporter les hautes-voûtes. Ces colonnes ont également des bases attiques, mais leurs chapiteaux sont ioniques. Les coussinets sont en forme de balustres et décorés de feuilles d'acanthe qui en épousent les contours. Les gorges des balustres sont bordées de chapelets de perles. Ces chapiteaux ioniques sont également surmontés de sections d'entablement, plus élaborés qu'au niveau des grandes arcades. Les bandeaux sont au nombre de trois. Le massif de la frise est légèrement galbé de façon convexe, mais reste sinon nu, ce qui constitue une simplification par rapport à Attainville. La corniche est à denticules et était peut-être garnie de pommes de pin aux angles, comme à Attainville, mais rien ne permet de l'affirmer. Charles Terrasse qualifie cette ordonnance de bien conçue, et de bien rendue, apportant une réelle élégance à la construction,,.
Les grandes arcades sont à double rouleau et présentent donc deux larges bandeaux superposés, avec une baguette à la limite supérieure ainsi qu'à la limite inférieure. L'arête entre les deux rangs de claveaux est moulurée d'un quart de rond et d'un filet. Les doubleaux des voûtes du vaisseau central sont deux fois plus larges que les ogives, mais répondent au même profil et ont l'intrados plat. Ils sont posés sur un bandeau, auquel ils sont reliés par un quart-de-rond concave. Les arêtes sont agrémentées d'un filet bien dégagé. Il existe des liernes qui suivent les lignes de faîte parfaitement horizontales des voûtes ; moins larges encore que les ogives, leur profil est en même temps compacté. Avant de retomber sur les entablements du second ordre, les nervures des voûtes s'interpénètrent, car le doubleau est à lui seul aussi large que les colonnes engagées. Les clés de voûte de même que les clés d'arc des doubleaux sont ornées de petites rosaces ou de cartouches. L'ornementation est complétée par de courtes barres perpendiculaires aux liernes, et des rosaces aux intersections. La platitude et la nudité des murs hauts de la nef contrastent avec la décoration soignée des chapiteaux, des entablements et des voûtes,.

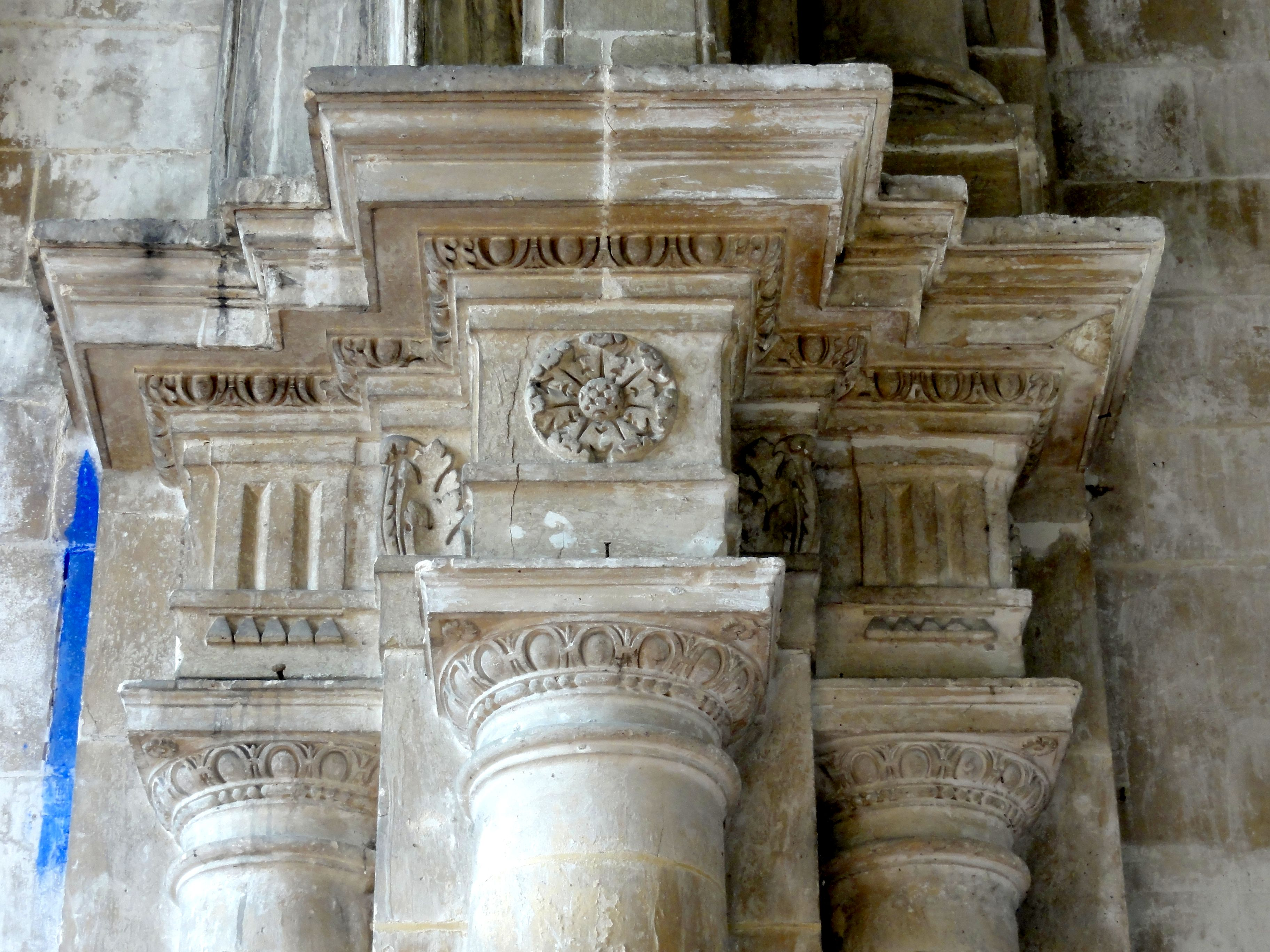
Supports au droit de la façade - rosace.
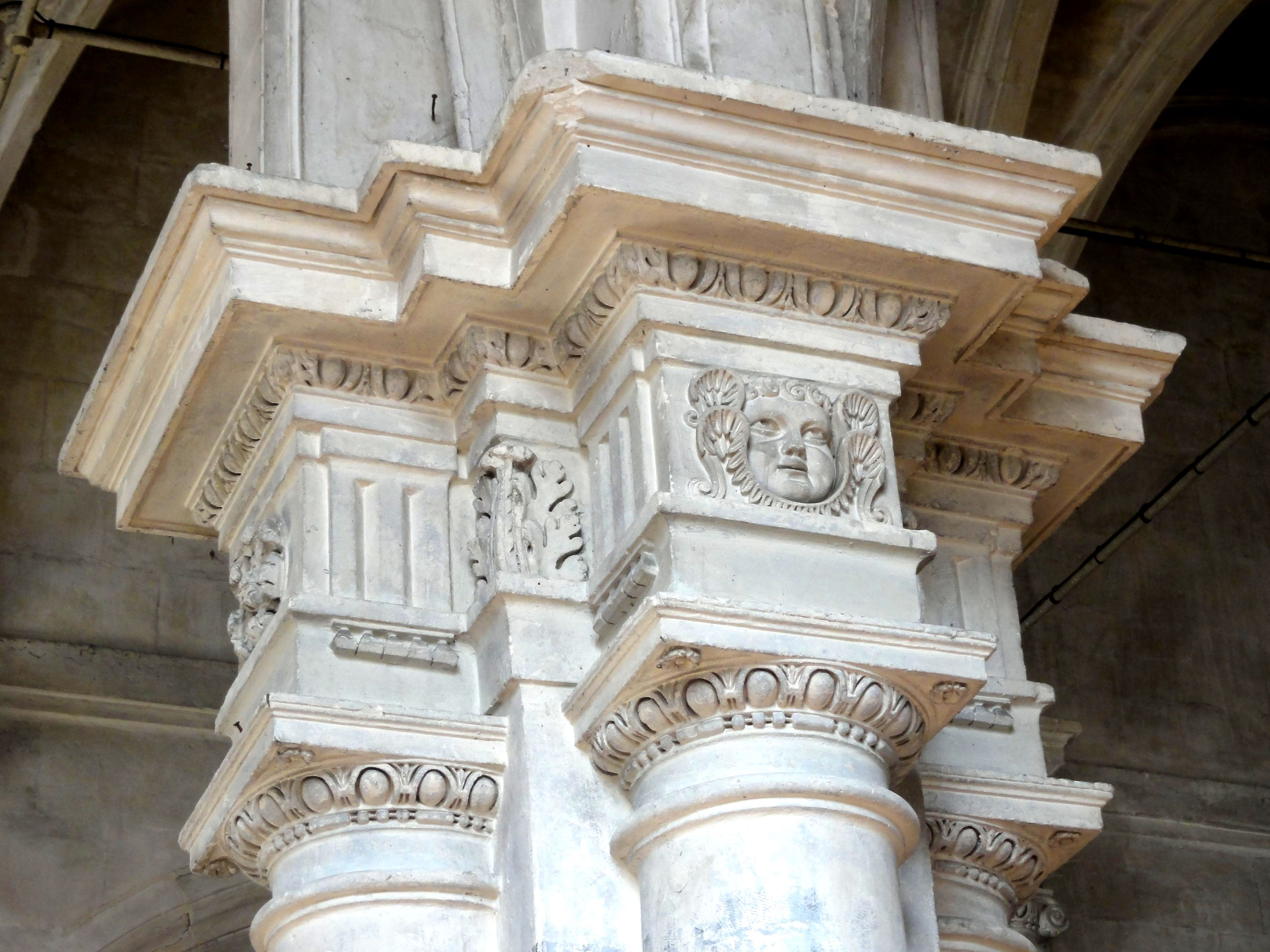
Supports de la nef (pilier libre) - tête d'angelot.
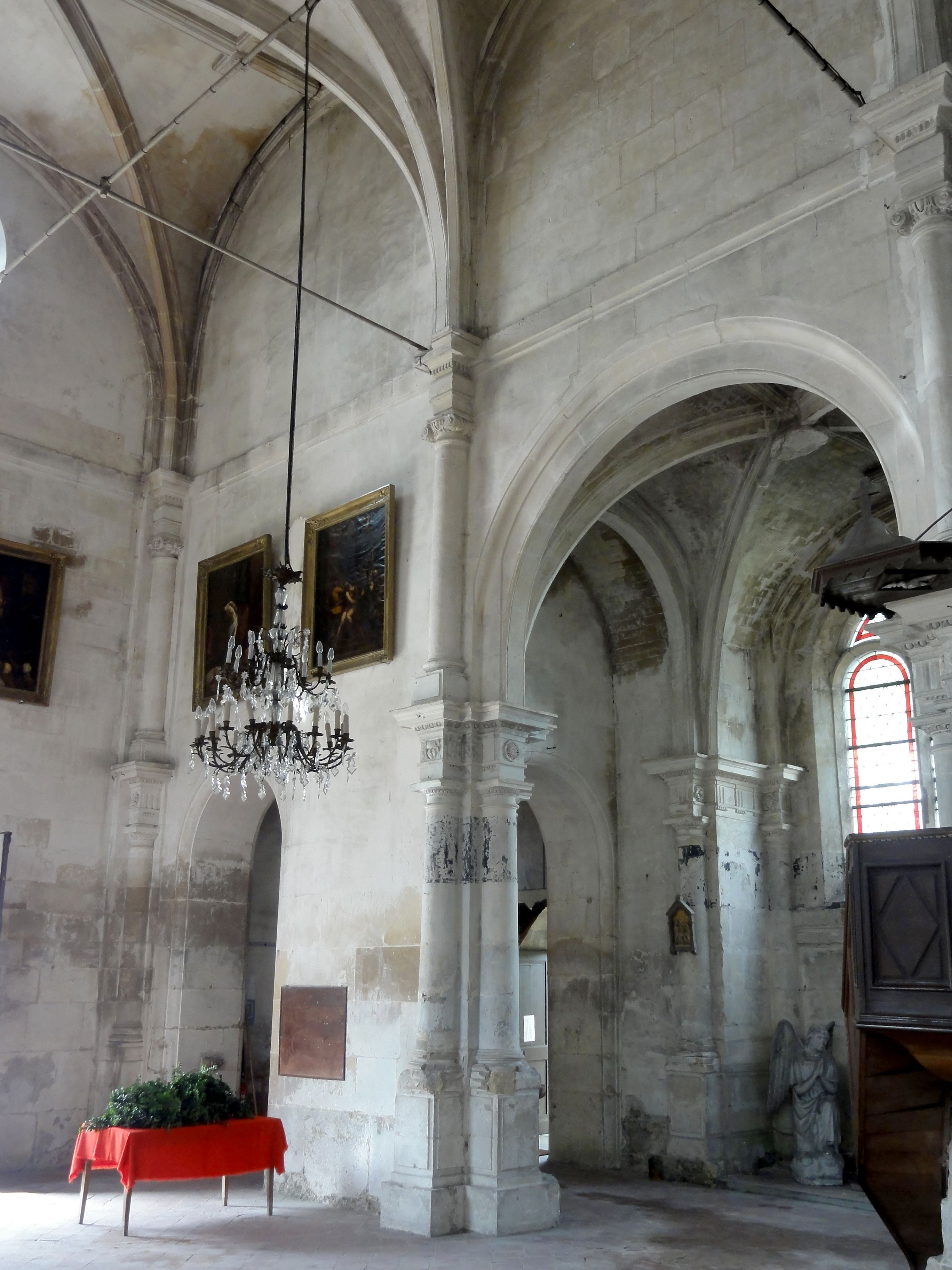
Nef, vue sur la base du clocher au nord-ouest.
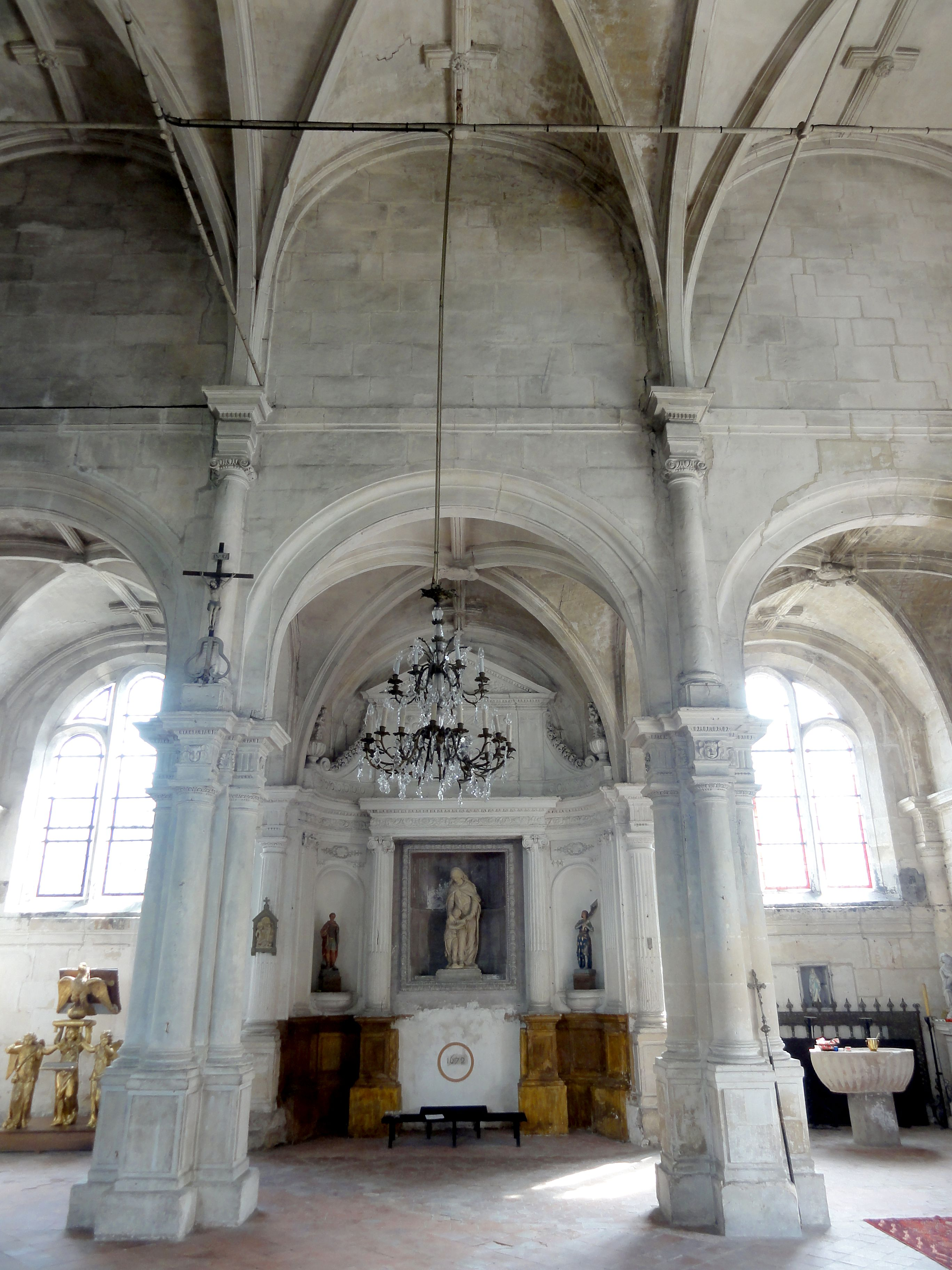
Nef, seconde travée, vue vers le sud.
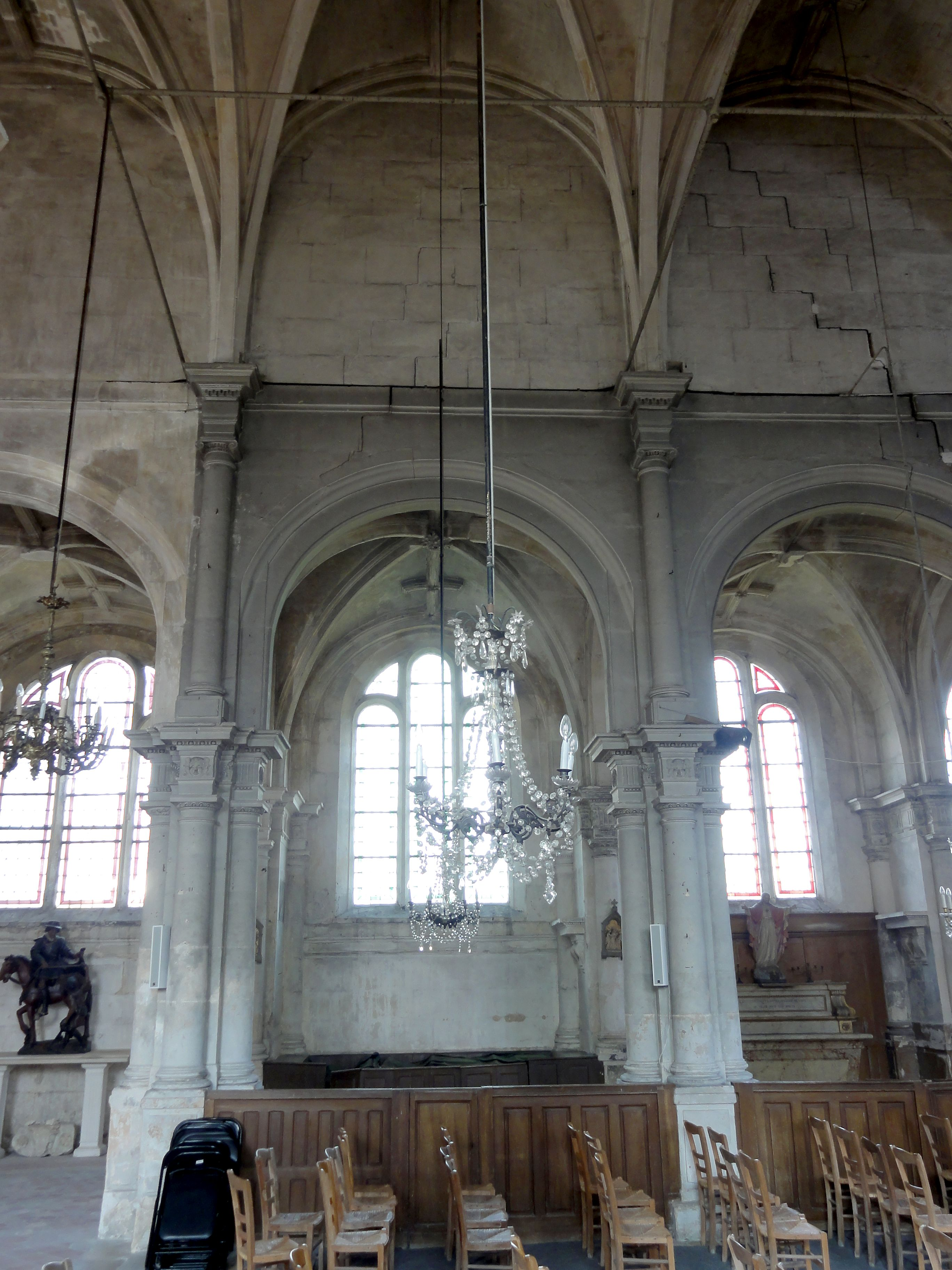
Nef, quatrième travée, vue vers le nord.
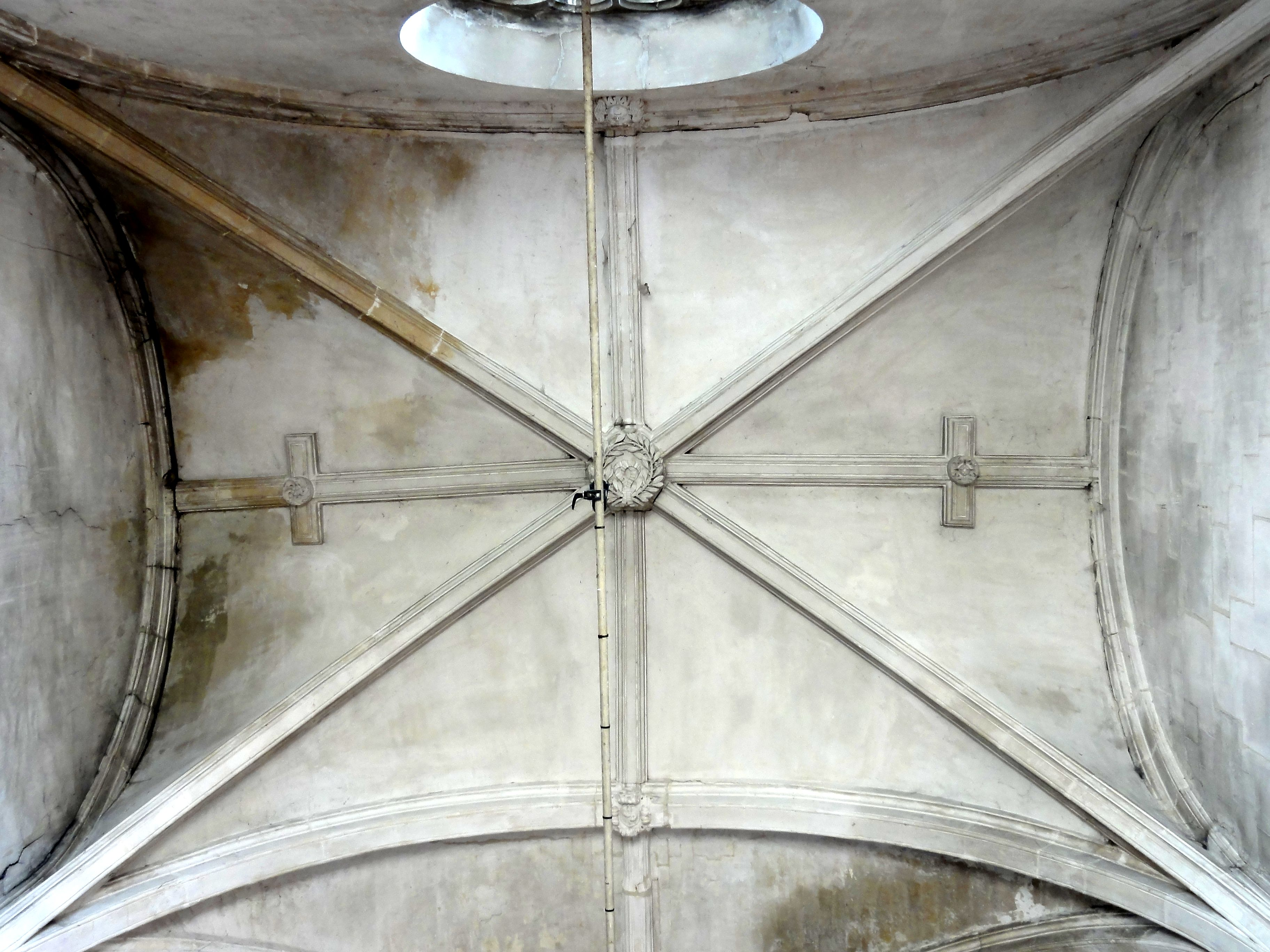
Voûte de la première travée.

#### Bas-côtés

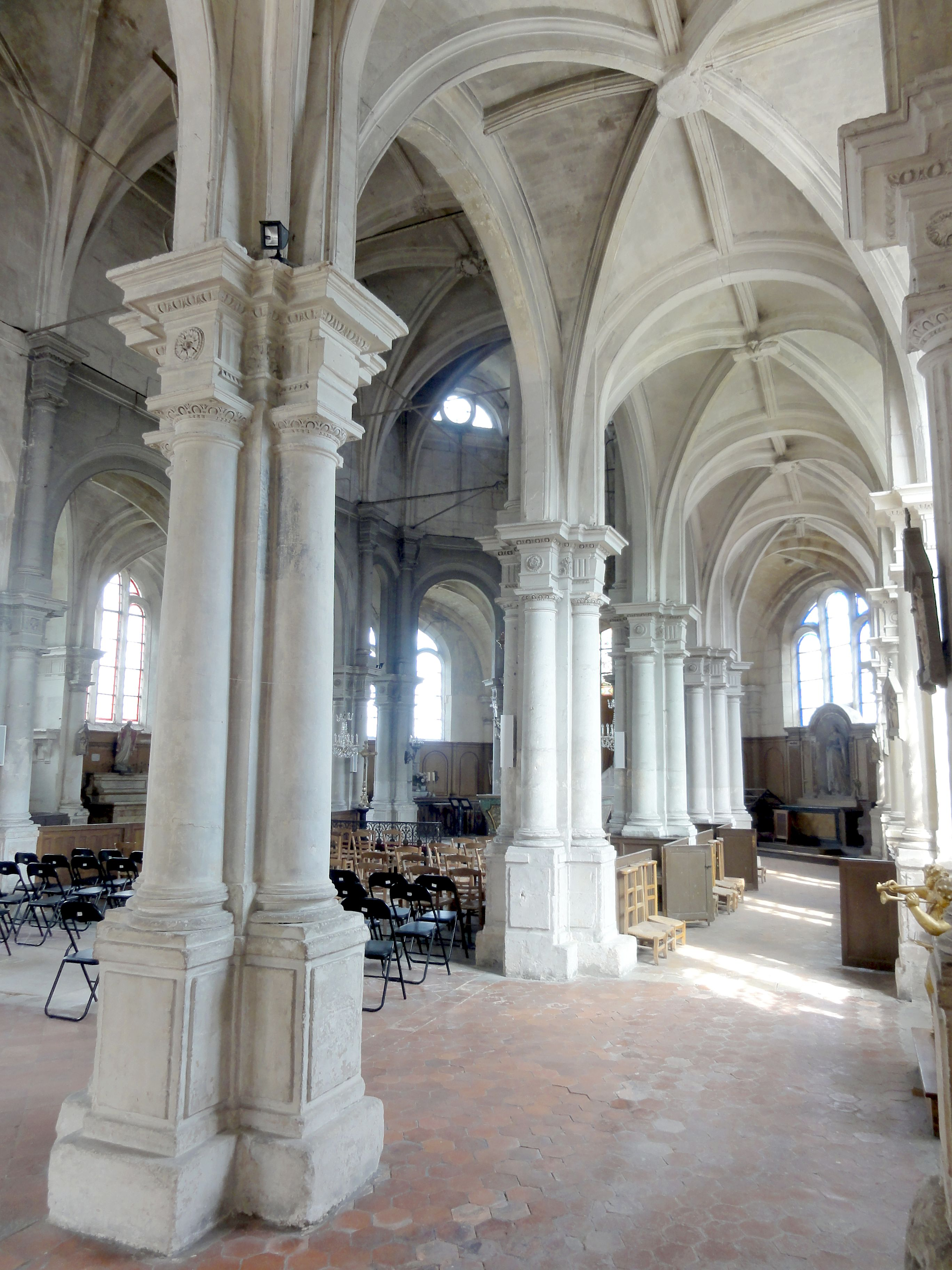
Bas-côté sud, enfilade de piliers.

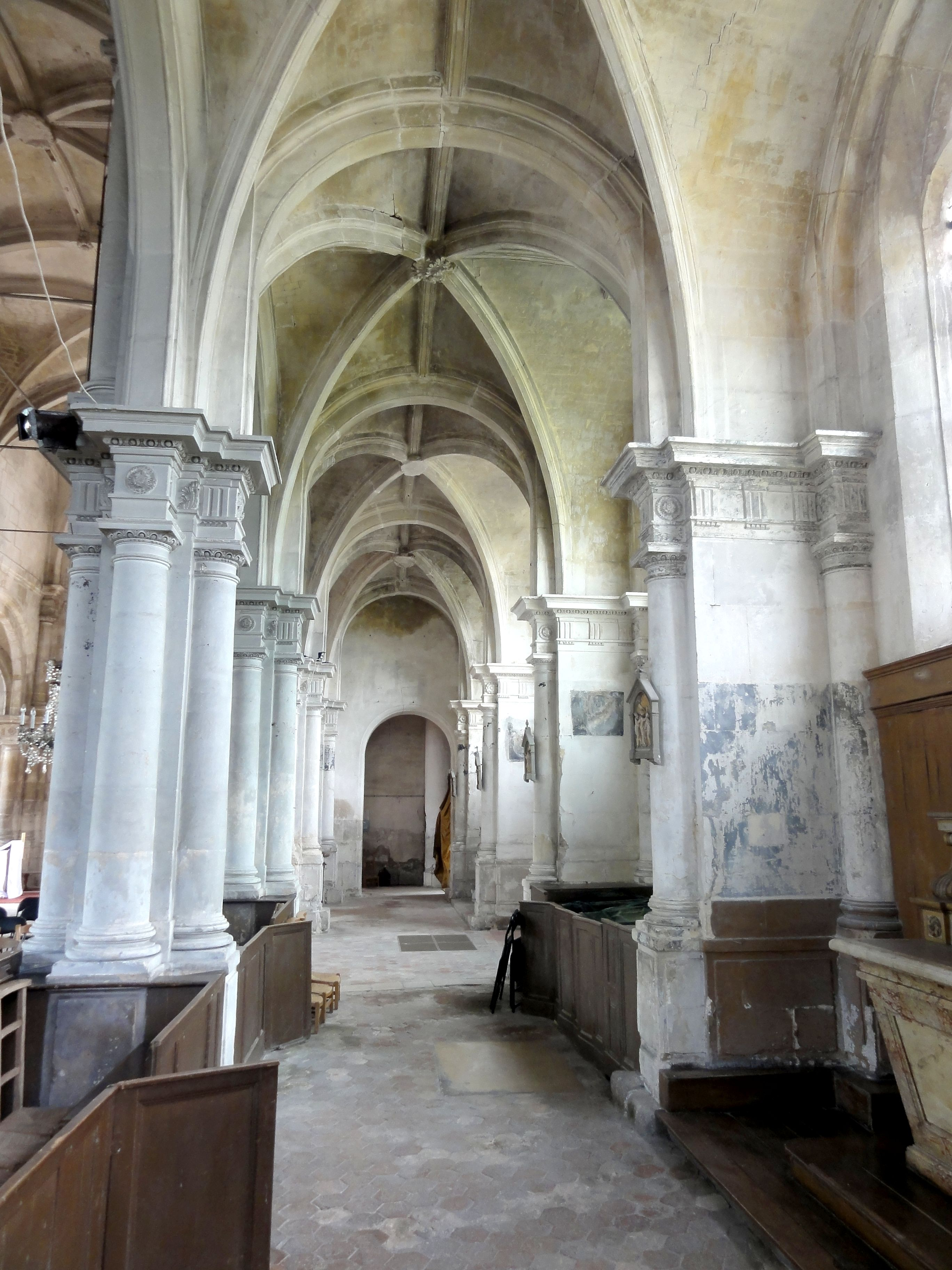
Bas-côté nord, vue vers l'ouest.

Les bas-côtés sont inondés de lumière, car les vitraux en partie polychromes qui les ornaient avant la Révolution ont cédé la place à des vitraux de verre blanc. Le caractère des bas-côtés est largement marqué par les grandes arcades, dont la sculpture est mieux mise en valeur que dans la nef grâce à un meilleur éclairage. Les chapelles comprises entre les contreforts rythment efficacement l'espace, et leur faible profondeur évite l'impression d'un cloisonnement. On trouve une disposition semblable dans l'église de Pont-Sainte-Maxence, qui est flamboyante. Les murs de séparation, en fait les contreforts, sont intégrés dans les piliers engagés faisant face aux grandes arcades, et apparaissent en même temps comme des abat-jour. Les piliers engagés représentent en principe des moitiés des piliers libres, et sont donc cantonnés d'une demi-colonne et de deux quarts-de-colonnes. La modénature est calquée sur la nef, mais l'ordonnancement est légèrement différent. Alors que les noyaux des piliers des grandes arcades ne sont visibles que sur de courtes sections, limitées aux angles, les contreforts internes sont trois fois plus larges que les chapiteaux. Ceci a permis d'y créer des frises de diglyphes à gouttes, en lieu et place des feuilles d'acanthe. Sur les chapiteaux regardant les doubleaux des bas-côtés, l'on trouve frontalement une diglyphe, au lieu de la tête de chérubin ; en revanche, des têtes de chérubins se profilent sur les faces latérales, au lieu des patères. Ce dernier motif se retrouve sur les demi-chapiteaux engagés dans les murs, face au bas-côté. Vers l'est et vers l'ouest, l'on y voit une diglyphe. Par ailleurs, les faces latérales des contreforts sont mises à profit pour y apposer des consoles pour des statues, qui regardent tous vers l'ouest et sont conçues en reprenant des éléments du vocabulaire décoratif des supports. Vue le rôle important des chapelles pour l'architecture intérieure de l'église, l'on conçoit difficilement que leur existence découle simplement d'un souci d'éviter des contreforts extérieurs, comme le suggère Charles Terrasse,.
Les murs extérieurs sont sobrement traités afin de mieux laisser parler le mobilier, et pour éviter tout surchargement ornemental. Le soubassement des fenêtres se termine par un bandeau, et entre deux contreforts internes, les fenêtres occupent presque tout l'espace disponible. Dans certaines chapelles, des litres funéraires subsistent sur les contreforts ; dans d'autres cas, seulement le fond noir les rappelle encore. Les litres du bas-côté nord ont été commandés en 1774 par Louis-Joachim Potier de Gesvres, seigneur de Mareil, lors de la mort de son père, Louis-Léon Potier, marquis de Gandelu, duc de Tresmes et de Gesvres, pair de France. Dans le bas-côté sud, le blason est le même, mais l'exécution est plus soignée. En ce qui concerne le voûtement, les ogives partent des chapiteaux avancés des piliers engagés, ce qui donne des voûtes en berceau pour les chapelles. En l'absence de doubleau longitudinaux, elles fusionnent avec les voûtains limitrophes des voûtes d'ogives. Pour les doubleaux entre les travées, l'architecte n'a pas voulu faire appel à l'arc brisé, comme il l'avait encore fait peu de temps avant à Attainville. Or, la proportion entre la profondeur et la largeur des travées, qui est de 4 : 3 environ, ne permet pas l'emploi d'arcs en plein cintre retombant tous à la même hauteur : les doubleaux sont donc largement surhaussés, ce qui n'est pas sans rappeler les premières expériences du voûtement d'ogives à la période romane, comme par exemple à l'église Saint-Étienne de Beauvais. Sinon, les voûtes sont analogues à celles de la nef, mais les clés d'arc ne sont pas décorées, et les barres transversales ne figurent que du côté des murs extérieurs, en esquissant en quelque sorte des doubleaux vers les chapelles. Les clés de voûte sont décorées de touffes de palmettes et de cartouches rectangulaires d'un dessin curieux ; la tablette semble retenue par deux petites volutes qui se recourbent sur elle ; et une palmette est insérée dans ces volutes. Le motif est susceptible d'être un plastron déformé et renversé,,.

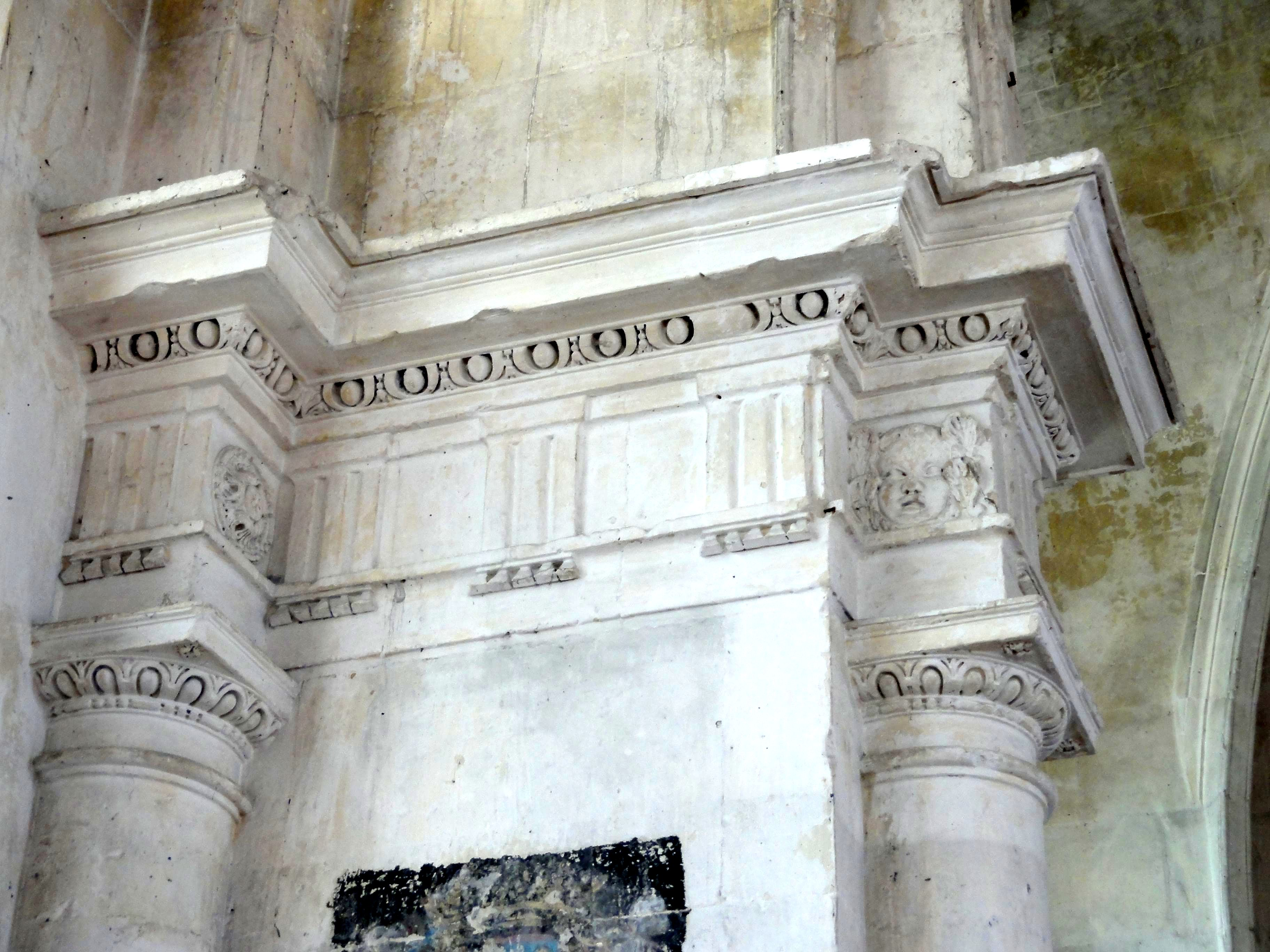
Supports entre deux chapelles.
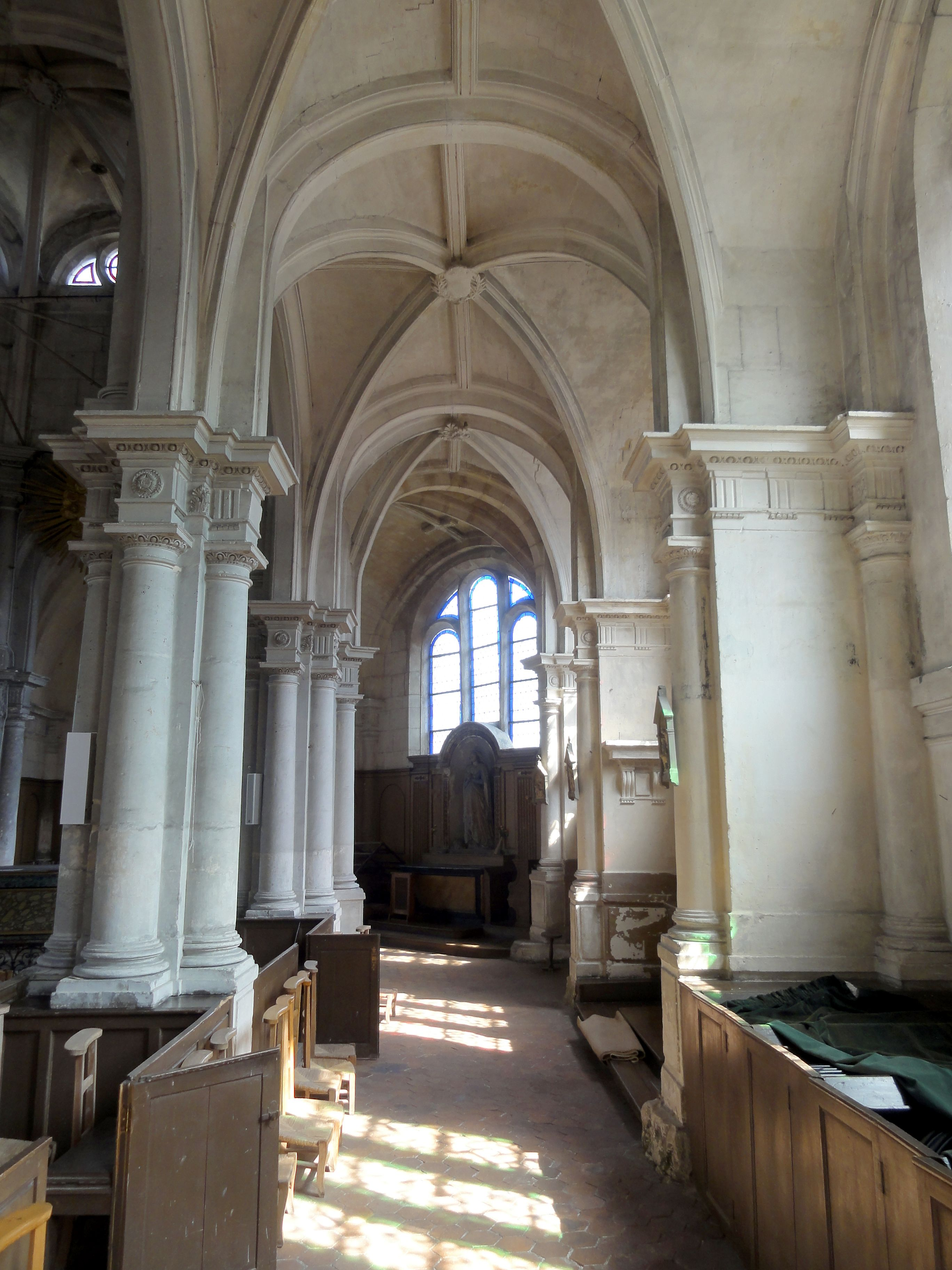
Bas-côté sud, vue vers l'est.
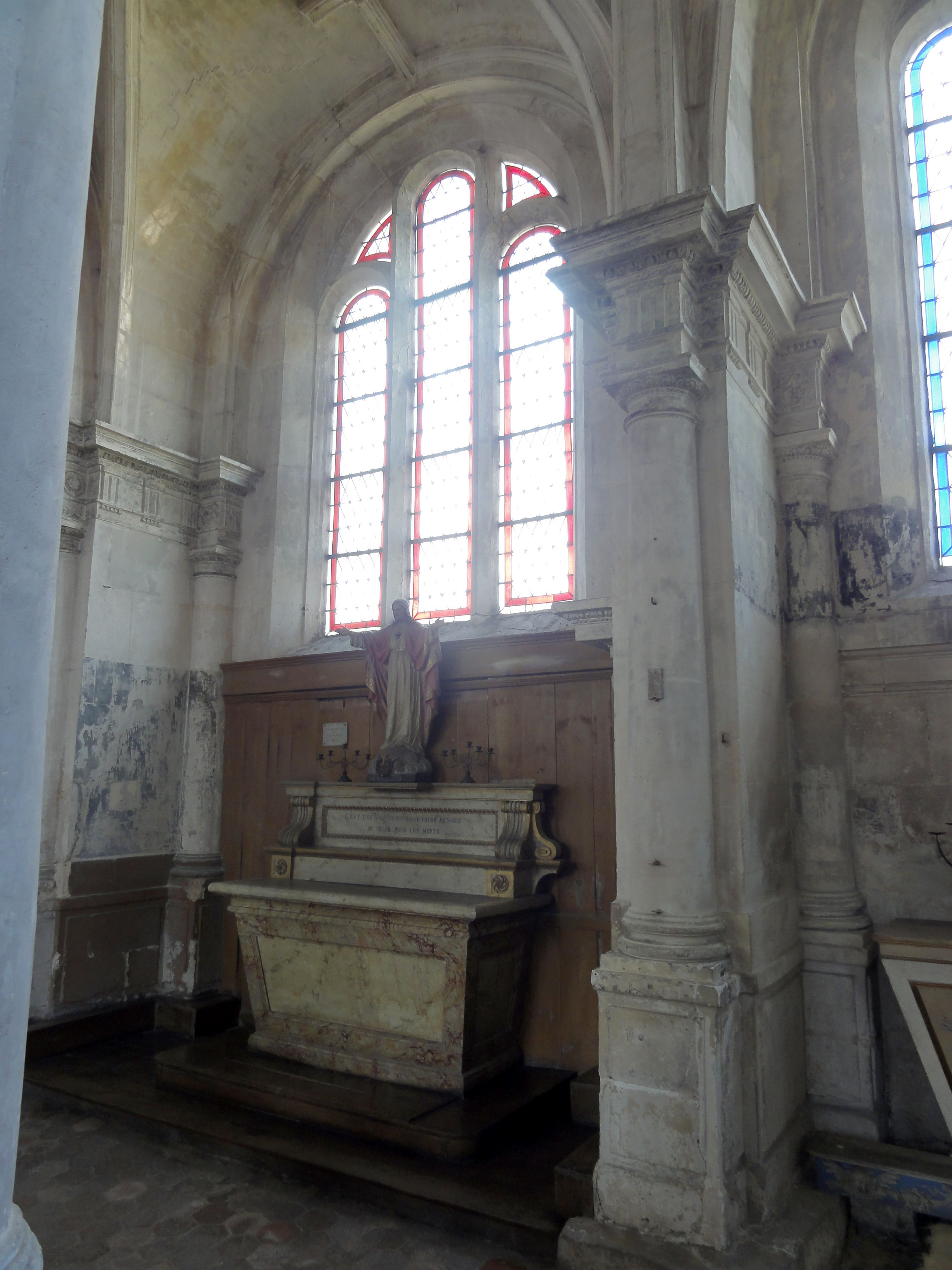
Cinquième chapelle du bas-côté nord.
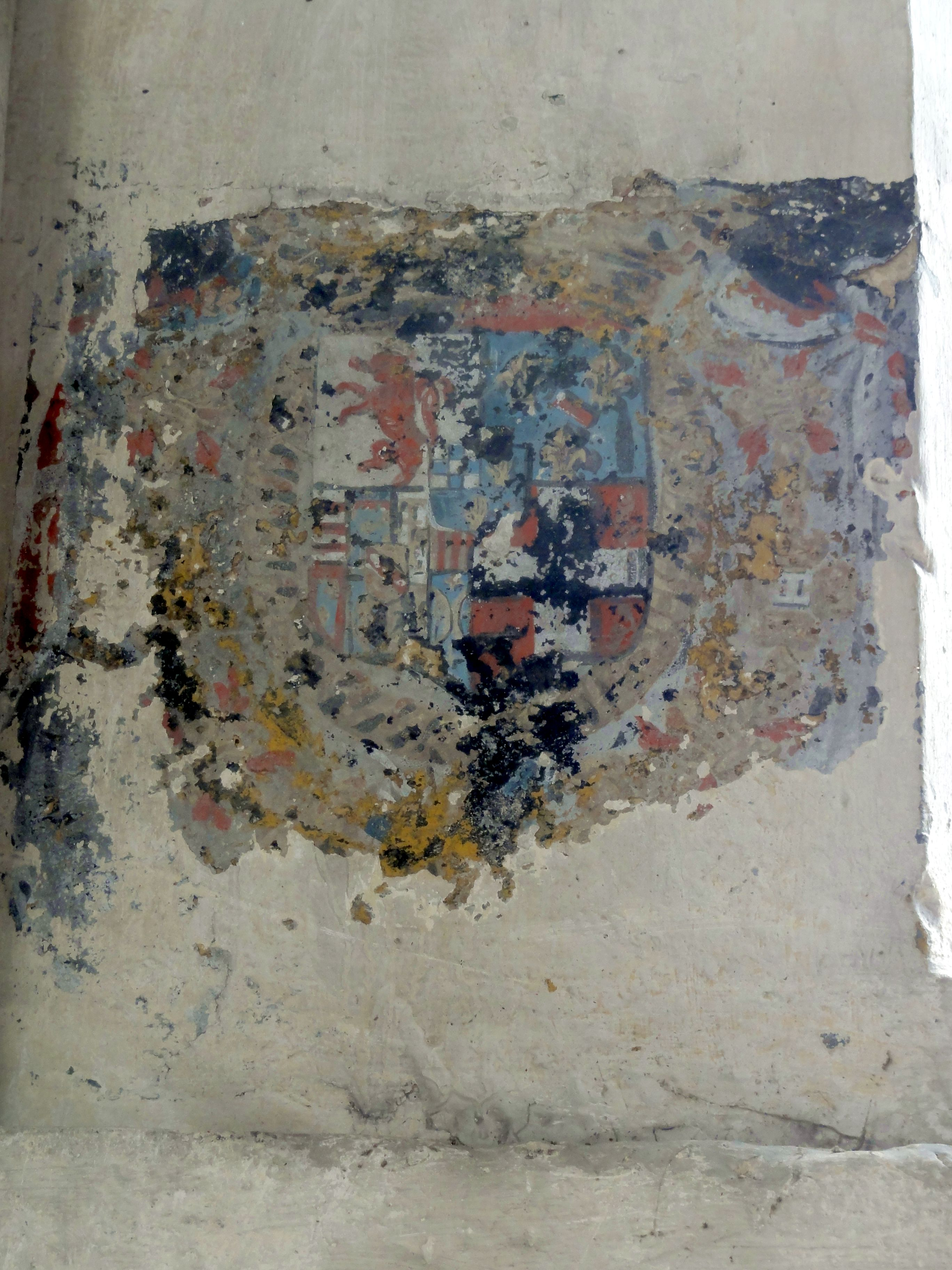
Litre funéraire du bas-côté sud.
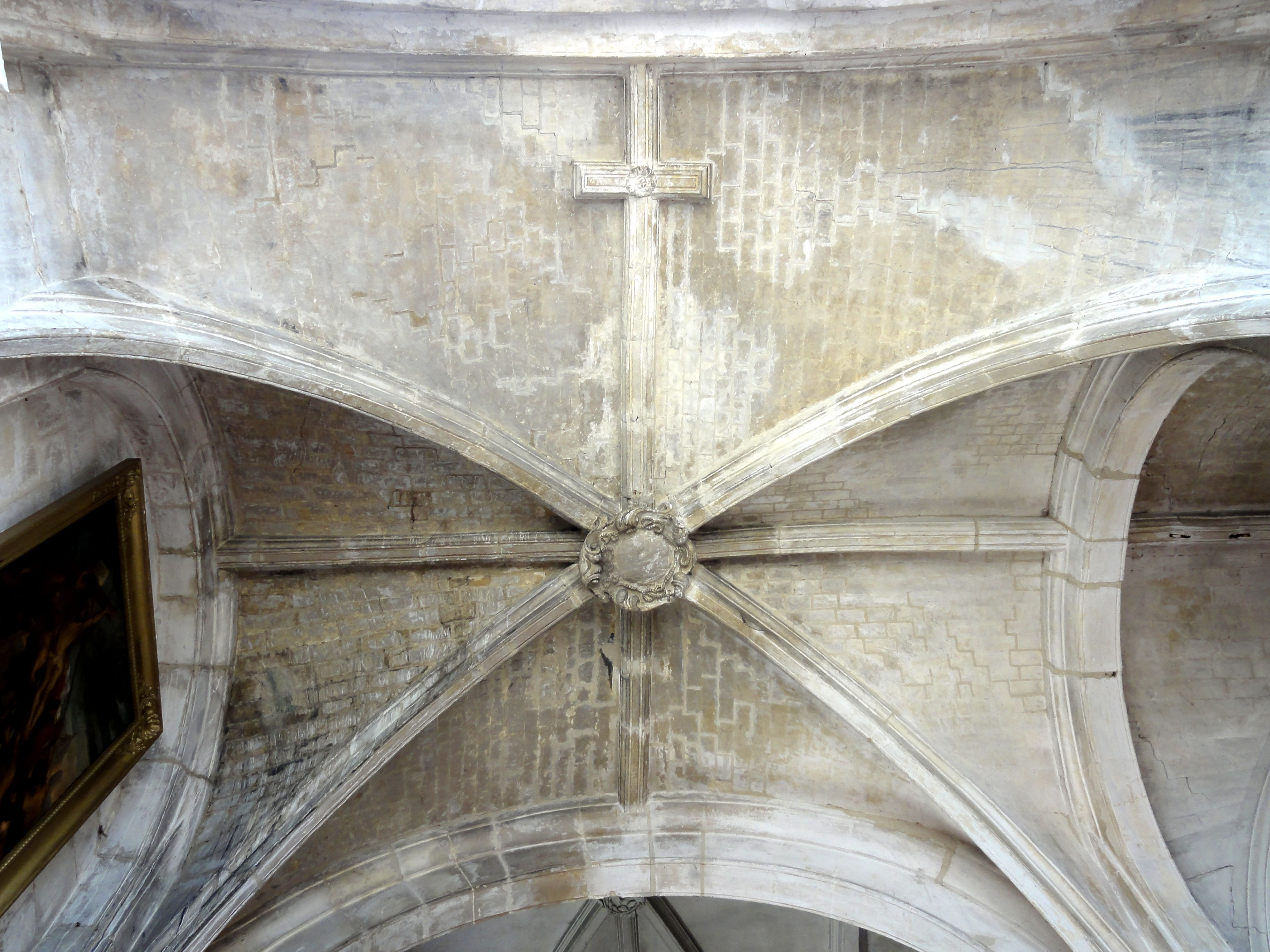
Bas-côté sud, voûte de la première travée.
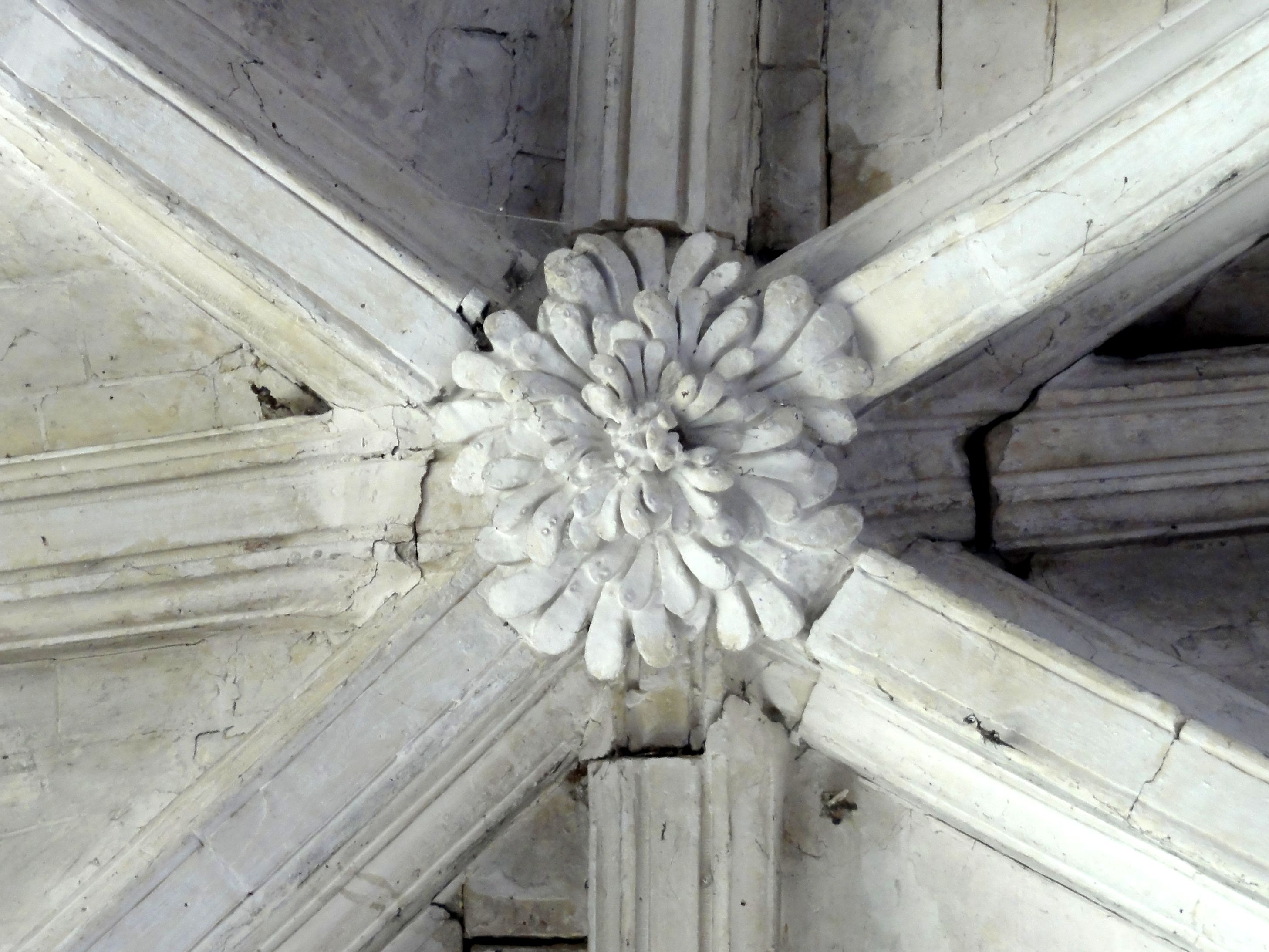
Bas-côté nord, clé de voûte de la 5e travée.

#### Abside et déambulatoire

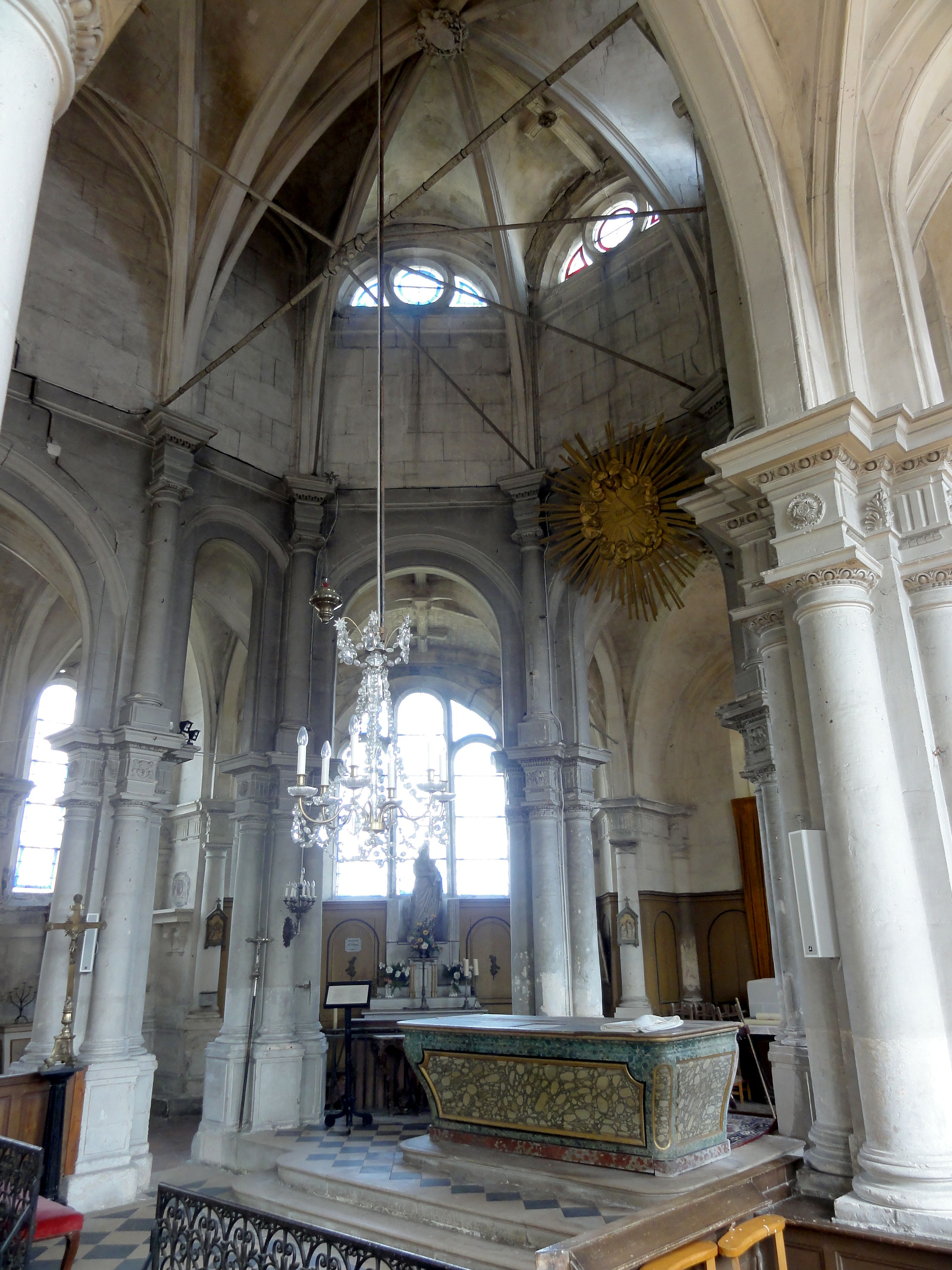
Abside, vue vers le nord-est.

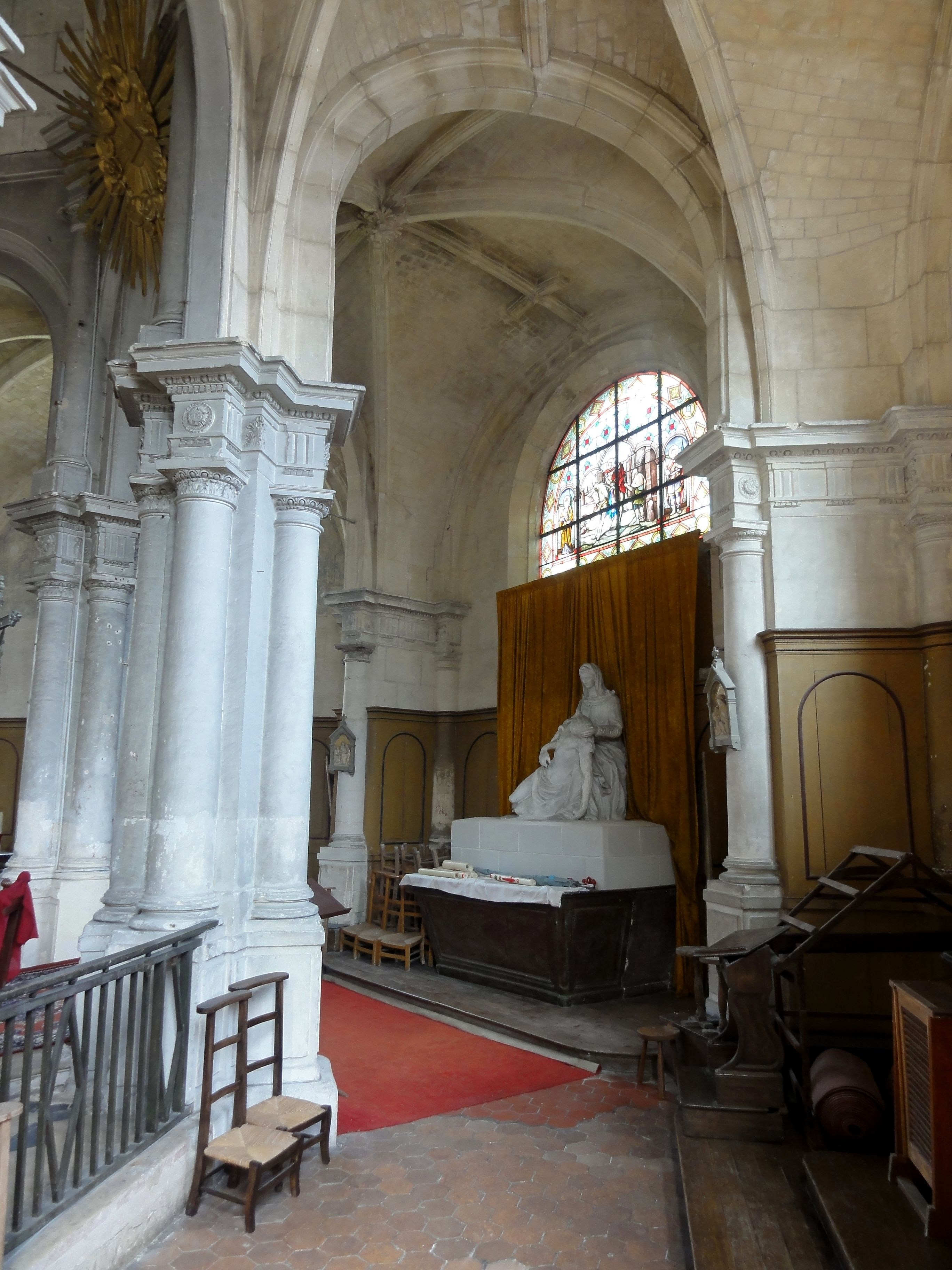
Déambulatoire sud-est.

Comme déjà évoqué, l'église Saint-Martin de Mareil-en-France est l'unique église Renaissance du pays de France, et même de tout le nord de l'Île-de-France, qui comporte un déambulatoire complet. Cependant, les murs extérieurs du déambulatoire gothique de l'église Saint-Aquilin de Fontenay-en-Parisis ont été reconstruits dans le style de la Renaissance après 1567. Jean Vallery-Radot observe que le plan « présente de si curieux analogies » avec l'église du Mesnil-Amelot, terminée avant 1550, « que l'on est en droit de se demander s'il n'en dérive point ». L'église du Mesnil-Amelot, également dédiée à saint Martin, est de style gothique flamboyant, hormis les chapiteaux du rond-point de l'abside.
L'on ignore quel maître-maçon dirigea ce chantier. Il n'est pas exclu que ce fut Nicolas de Saint-Michel, mais tout ce qu'on peut lui attribuer à Fontenay avec plus ou moins de certitude est la chapelle baptismale, qui ne date toutefois que de 1583. En tout cas l'architecte pouvait connaître l'église de Fontenay, et le pays de France comporte deux autres églises à déambulatoire, mais sans chapelles rayonnantes, comme à Mareil et Fontenay : ce sont Domont et Goussainville, toutes les deux de style gothique primitif. La présence du déambulatoire à Mareil justifie donc que Charles Terrasse qualifie le plan de l'église d'exceptionnel, et Dominique Foussard va jusqu'à parler d'un plan audacieux. Il s'interroge si le parti fut peut-être motivé par l'instabilité du terrain, qui ne permit pas d'élever un chevet élevé avec un seul niveau d'élévation, comme encore à Attainville entre 1572 et 1575. Le déambulatoire servirait donc à contrebuter l'abside. Mais ce que l'on note aussi à Mareil, est un éloignement du style gothique, avec le renoncement presque total à l'arc brisé, et justement une conception du chevet qui rompt avec l'esthétique gothique, même si le voûtement d'ogives peut toujours être interprété comme une survivance de la période gothique. Le jugement que Dominique Foussard porte sur l'abside est nuancé. D'un côté, il considère l'insertion des deux travées courtes au nord et au sud comme astucieux, car elle permet de traiter les parties tournantes sans rompre l'harmonie générale. En effet, les travées courtes ne deviennent visibles que s'en rapprochant de l'abside, et sans elles, le doubleau à l'entrée de l'abside se serait trop rapproché du chevet. Une autre possibilité aurait été de concevoir un chevet à cinq pans égaux, mais il faut croire que Nicolas de Saint-Michel voulait sortir des chemins ordinaires. D'un autre côté, le parti retenu n'est pas compatible avec des fenêtres hautes de dimensions généreuses : Dominique Foussard considère ainsi que l'esthétique de l'église est victime de la hardiesse de sa conception,.
Dans les bas-côtés de la nef, l'emploi exclusif de l'arc en plein cintre n'a pas permis de faire retomber les doubleaux à la même hauteur que les grandes arcades, alors que tous les chapiteaux sont bien entendu alignés sur un même niveau. Étant donné que doubleaux et arcades sont perpendiculaires les uns aux autres, l'impact sur l'esthétique n'est pas significatif. Dans l'abside, l'on voit tout au contraire sur un même plan, des arcades retombant à trois niveaux différents : grandes arcades des dernières travées des bas-côtés, arcades des travées courtes, et arcades des trois arcades du chevet. L'architecte a dû partir sur le pari que ce défaut reste invisible si l'on adopte la perspective de vue la plus habituelle dans une église, en regardant le sanctuaire depuis l'ouest. Les supports de l'abside sont conçus de la même façon que dans la 
nef, mais les noyaux des piliers sont trapézoïdales afin que les deux piédroits des arcades soient parallèles. Dans le déambulatoire, pour la même raison, les contreforts intérieurs s'épaississent d'ouest en est. Sinon, le déambulatoire répond à la même conception que les bas-côtés, sauf que les têtes de chérubin sont absentes, et que les ogives sont en arc brisé surbaissé. Les trois chapelles faisant face aux trois pans du chevet sont nettement plus larges que les chapelles des bas-côtés. C'est une simple conséquence du plan, mais sert en même temps à souligner l'importance spirituelle du sanctuaire. En revanche, la première et la dernière chapelle du déambulatoire sont très étroites. Une simple grille sépare le déambulatoire de l'abside, et l'unicité de l'espace n'est ainsi pas rompue, contrairement à ce qui s'observe dans de nombreuses autres églises, dont la cathédrale Saint-Maclou de Pontoise,.

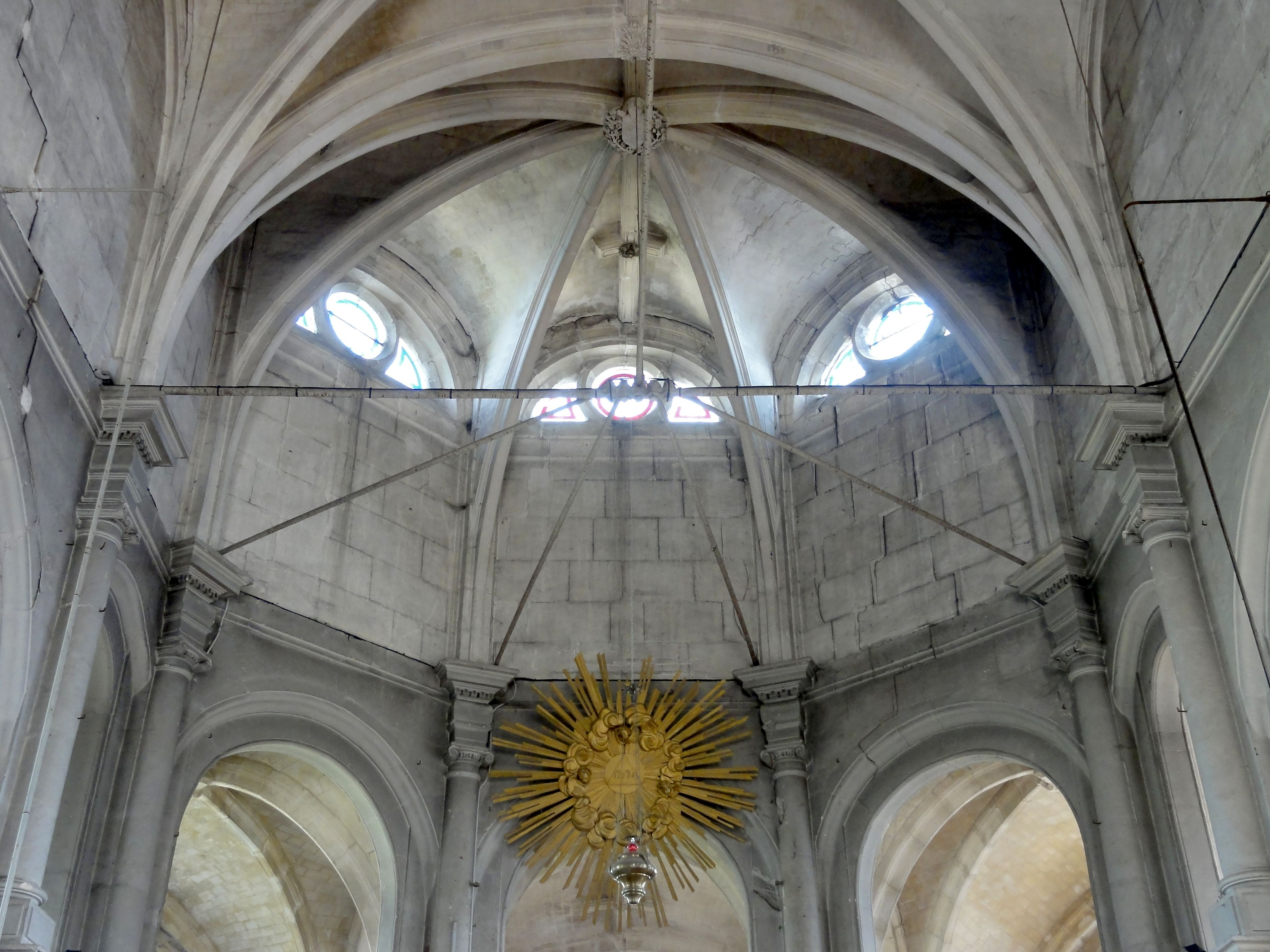
Abside, parties hautes.
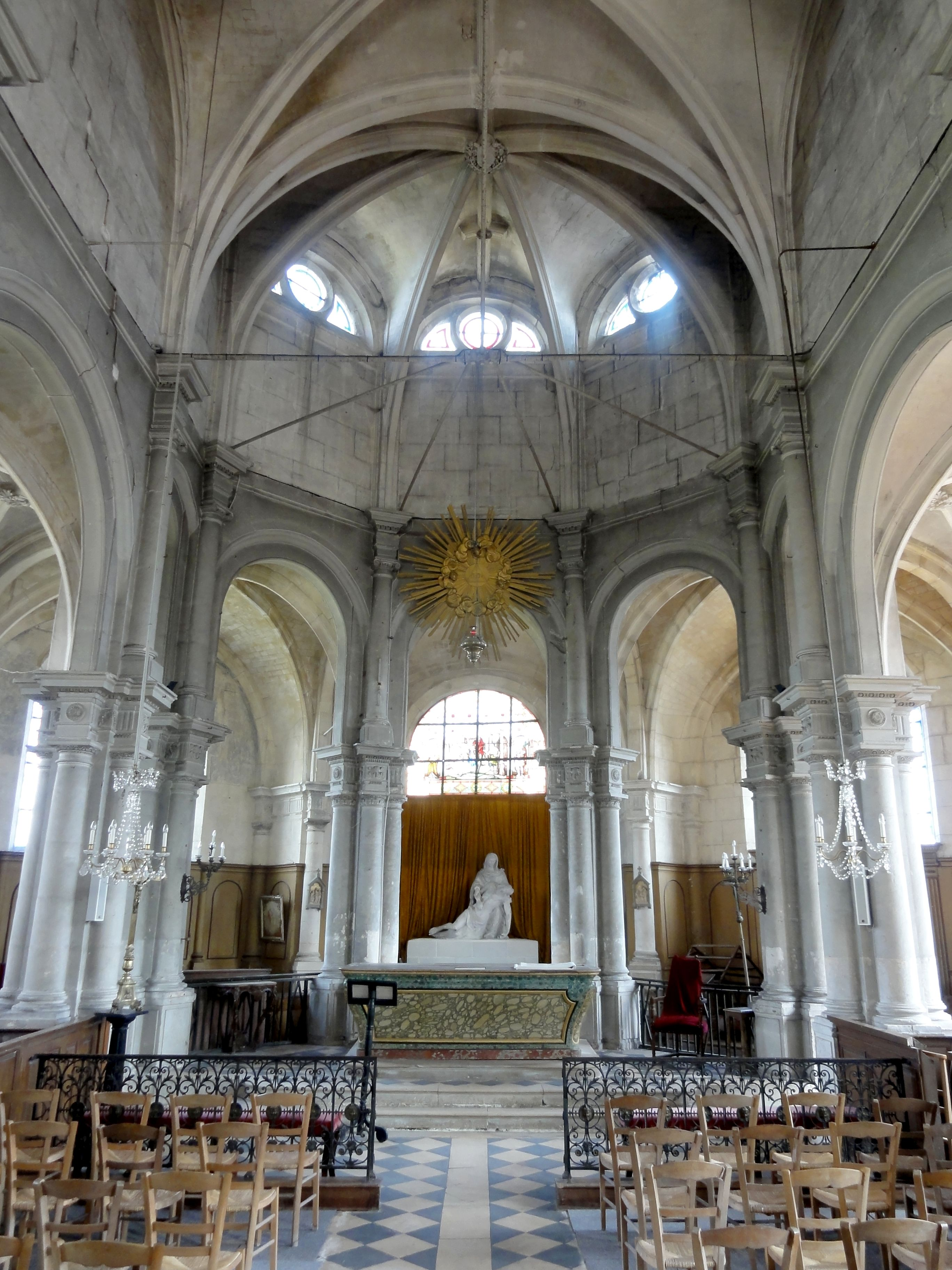
Vue vers l'abside.
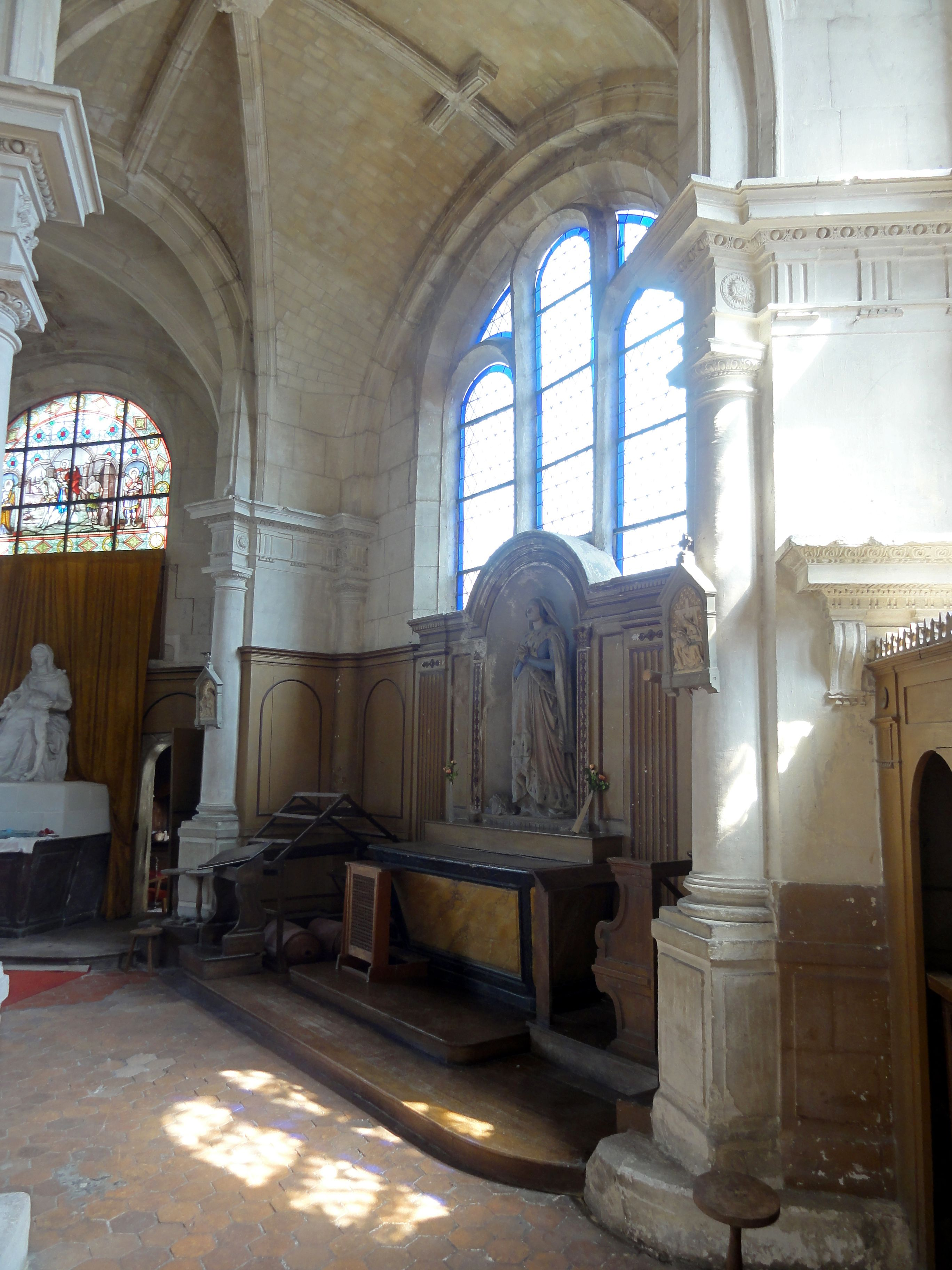
Déambulatoire sud-est, chapelle Sainte-Élisabeth.
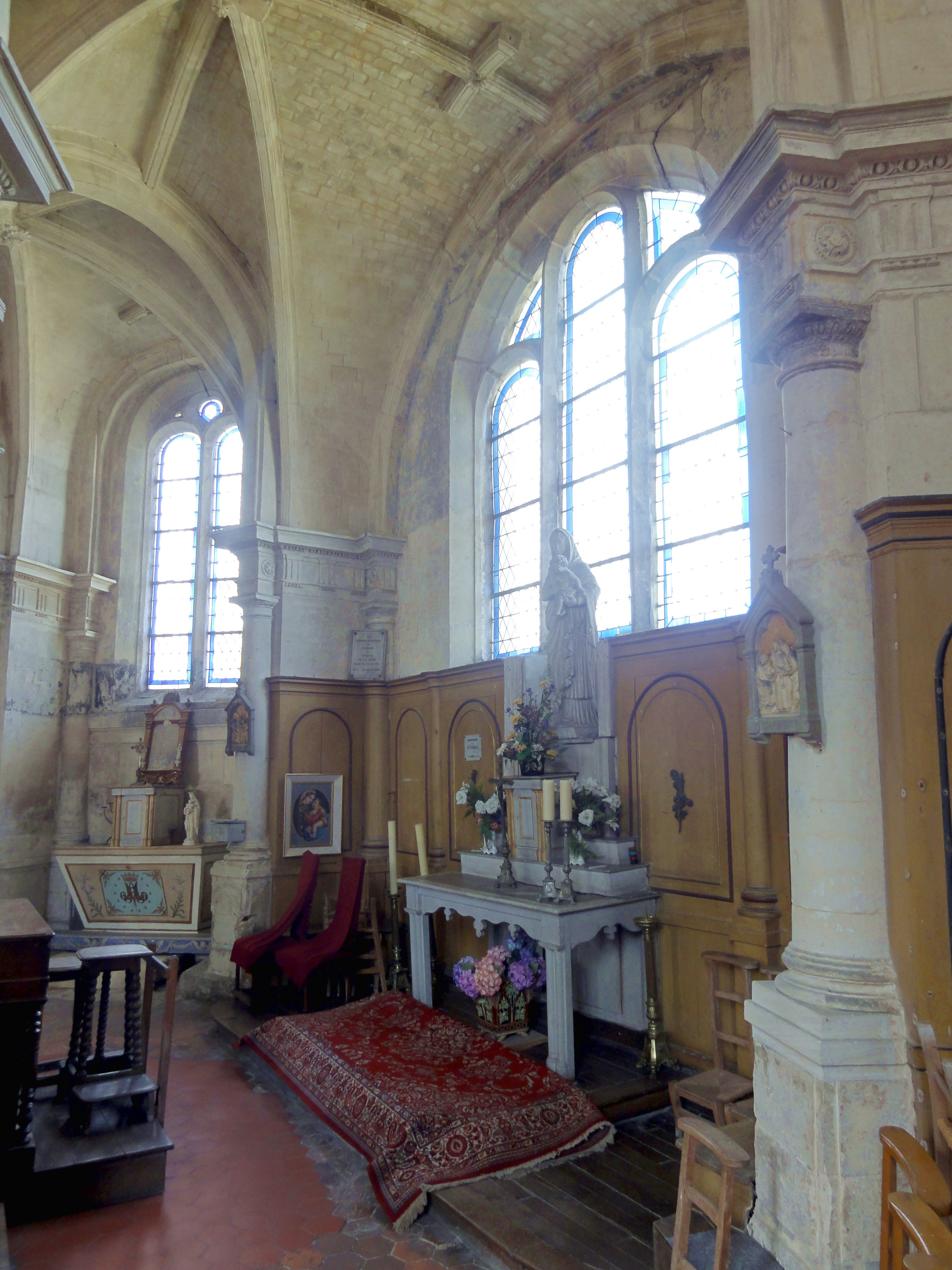
Déambulatoire nord-est,chapelle de la Vierge.
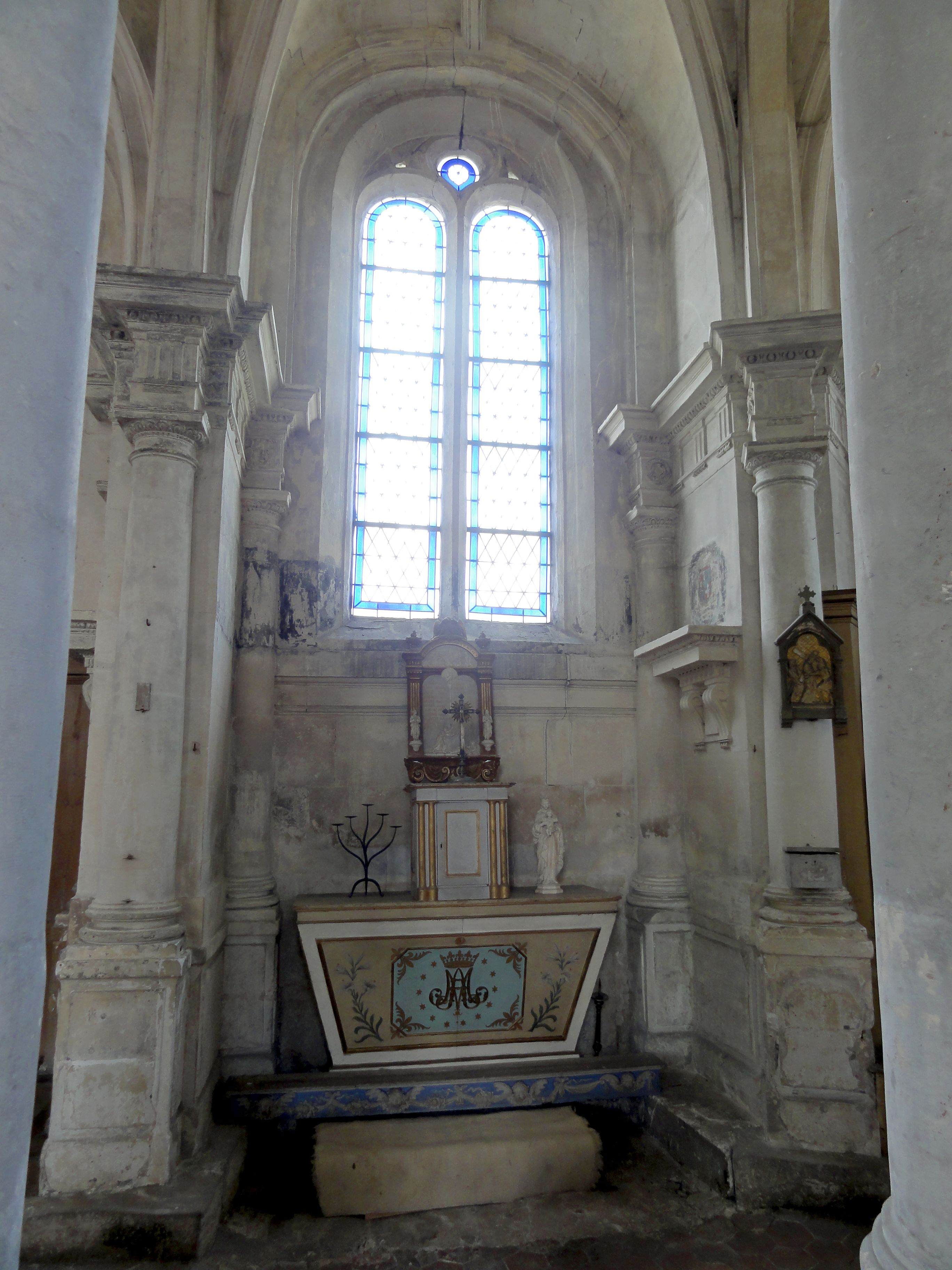
Chapelle étroite face au pan nord de l'abside.
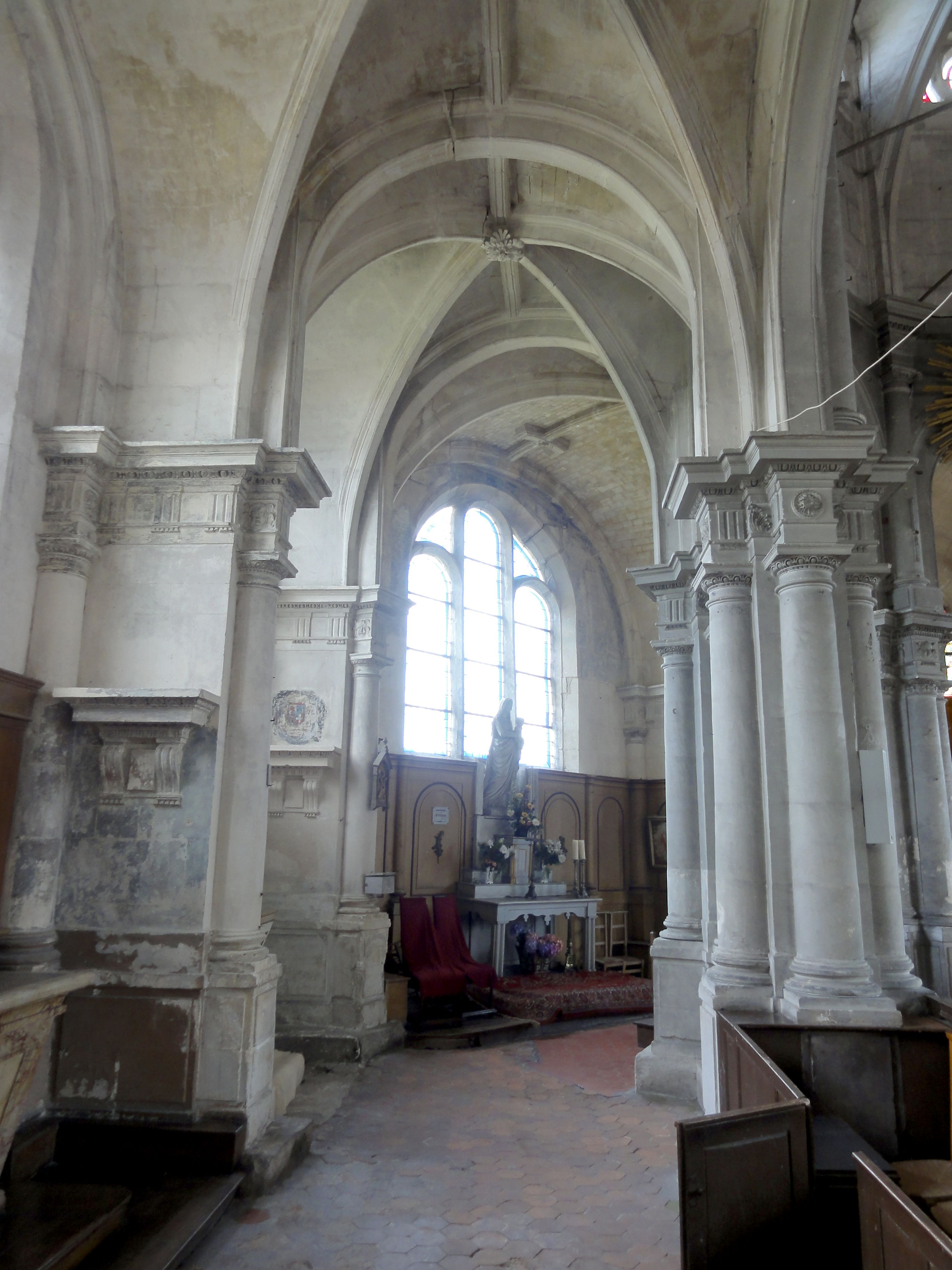
Bas-côté nord, vue dans le déambulatoire.

## Mobilier

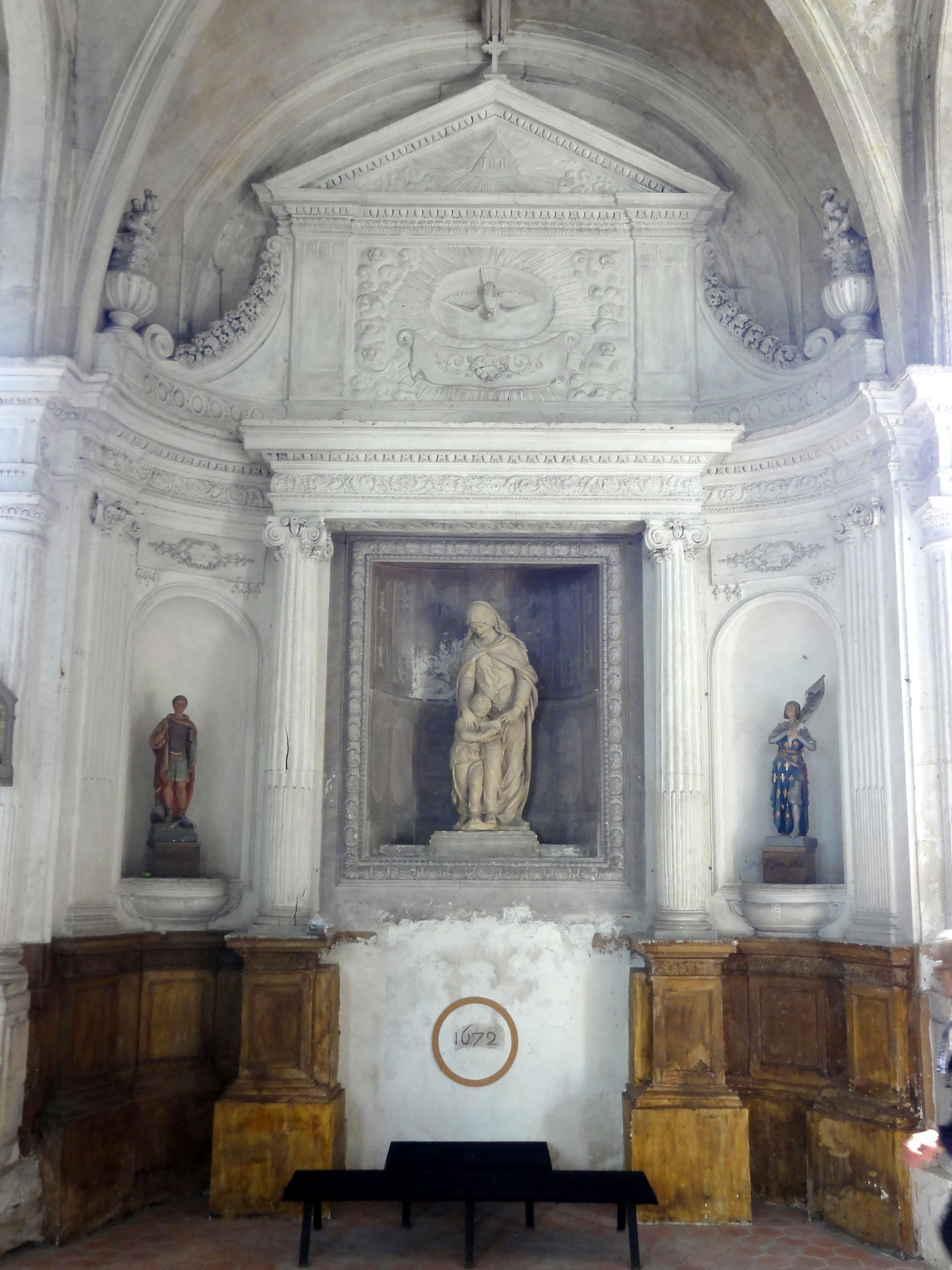
L'autel de Sainte-Anne de 1672 dans la 2e travée du bas-côté nord, dont l'ordre dorique harmonise avec le style de l'église.

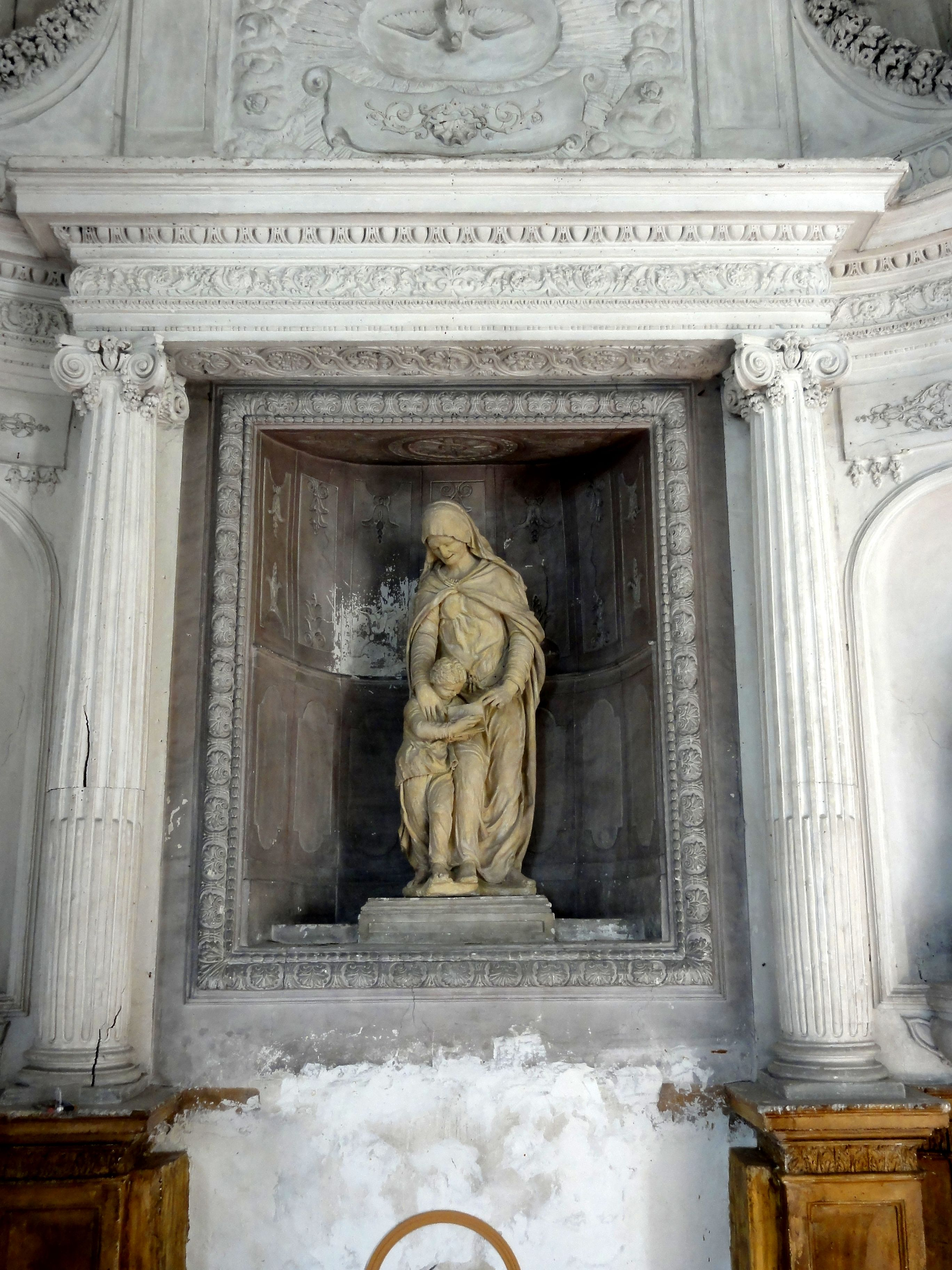
Niche centrale du retable, avec le groupe sculpté de l'Éducation de la Vierge.

L'église Saint-Martin renferme un mobilier nombreux et varié, qui n'a guère diminué depuis le XIXe siècle, et meuble encore la plupart des quatorze chapelles, ainsi que la nef et l'abside. Trois éléments sont particulièrement remarquables : une grande Charité de Saint-Martin, un lutrin flanqué de deux anges musiciens, et l'autel de Sainte-Anne. Sept éléments du mobilier sont classés monument historique au titre objet, dont quatre appartiennent au domaine de la sculpture, deux sont des pierres tombales, et le septième une cloche. Les objets classés sont les suivants :
- L'aigle-lutrin en bois doré, qui est en fait un groupe sculpté aussi exceptionnel pour sa composition que pour sa sculpture. Tel un atlante, un personnage central aux cheveux longs et vêtu d'une peau de lion porte l'aigle-pupitre sur sa tête, et le maintient en même temps par ses deux mains. C'est probablement Samson, géant doté d'une force herculéenne, et en même temps considéré comme préfigure du Christ, ce qui justifie qu'il supporte les Saintes Écritures. Samson est plus couramment utilisé comme atlante supportant les chaires à prêcher. Deux anges musiciens soufflant la trompette le flanquent et le désignent avec leur main libre. L'ensemble mesure 170 cm de haut, dont 100 cm pour les anges. La datation n'est pas claire : l'on hésite entre le XVIIe et le XVIIIe siècle. Le socle a été refait, et l'œuvre a été restaurée en 1997[23],[24].
- La Charité de Saint-Martin en bois peint, haut de 125 cm et datant du dernier quart du XVIe siècle. Le sujet est représenté dans la majorité des églises dédiées à saint Martin dans la région, très nombreuses (vingt-sept dans le département et pas moins dans l'Oise), mais les dimensions sont souvent plus modestes. En plus, la sculpture fait preuve de beaucoup de soin et d'habileté. Son caractère est réaliste et populaire, et le caractère vivant du cheval et l'une des qualités de l'œuvre[25],[26].
- Le groupe sculpté en pierre peinte représentant l'Éducation de la Vierge, c'est-à-dire sainte Anne apprenant à lire à la Vierge enfant, haut de 140 cm. Il occupe la niche de l'autel de Sainte-Anne datant de 1672, mais le style de l'œuvre est celui du dernier quart du XVIe siècle. Non mentionnée par le baron Ferdinand de Guilhermy qui est passé par Mareil au cours du troisième quart du XIXe siècle, il paraît qu'elle provient d'une chapelle élevée par le connétable Anne de Montmorency à Écouen, et qui a été détruite en 1793 : c'est ce qu'affirme l'instituteur Roussel dans sa monographie du village écrite en 1899. Marie saisit les pages d'un livre et paraît pleine de concentration, et elle est aidée par sa mère qui lui témoigne beaucoup d'attention. Toutes les deux sont vêtues de tuniques à manches longues, et sainte Anne porte un manteau au-dessus. Elle est en outre coiffée d'un voile. Les tissus suivent de près la forme et le mouvement des corps, et ce sont les petits plis serrés apparaissant sur les manches qui ont permis la datation. L'œuvre est d'inspiration maniériste et d'un style ambitieux, ce qui n'empêche pas quelques maladresses, dont le visage un peu disgracieux de sainte Anne, déjà âgée, et la mauvaise proportion de ses jambes, dont les genoux sont situés nettement trop bas. L'œuvre a été restaurée en 2002[27],[28].
- La statue en pierre peinte de sainte Élisabeth, haute de 160 cm et datant du XVe siècle. Elle a été repeinte au XVe siècle[29].
- La dalle funéraire à effigies gravées d'Antoine Boull... et de Catherine Veyrier, sa femme. Elle est haute de 136 cm et large de 86 cm. En haut de la dalle, un écu aux armoiries martelées est entouré de feuilles de laurier. Deux arcades en plein cintre avec consoles et un entablement orné de rinceaux, d'oves et de rinceaux encadrent le dessin des deux époux. Le mari est en costume civil, avec veste, houppelande à col rabattu, culottes courtes, souliers rehaussés de nœuds et de rubans. La femme est habillée d'un corsage surmonté d'un grand col, et d'une longue jupe. L'inscription n'est qu'en partie lisible : « Cy gist Anthoine Boull ... Limoges, décédé à Mareul le dimanche III juillet 1616 venant du voyage de Flandre et Catherine Veyrier sa femme décédée à Limoges au mois de may 1617 Priez bien ... ». Les époux résidaient donc à Limoges, et c'est au cours d'un voyage que la mort surprit Antoine Boull..., quand il passa par Mareil-en-France[30],[31].
- La dalle funéraire à effigie gravée de Martin Le Canu, prêtre chapelain de M. de Gesvres, duc et pair de France, gouverneur de Paris. Elle est haute de 200 cm et large de 100 cm. Un médaillon de forme ovale occupe toute la partie supérieure, et représente un buste d'un ecclésiastique en surplis, en l'occurrence, Martin Le Canu. L'inscription est inséré dans un médaillon des mêmes dimensions, qui occupe la partie inférieure. Cette forme de représentation est rare, mais l'exécution manque de finesse. Entre les médaillons, on lit « âgé de 74 ans », et dans le médaillon : « Requiescat in pace. Ici repose le corps de messire Martin Le Canu prêtre chapelain à Mareil de Mr de Gesvres duc et pair de France gouverneur de Paris décédé le 7e de février 1702 »[32],[33].
- Une cloche en bronze, dimensions non prises, datant de 1599. Elle a été baptisée « Geneviève », et comporte une longue inscription en rimes françaises : « 1599 · F · CH / Nous · chassons · les · ennemis / qui · parmy · lair · se · sont · mis / povr · faire · av · pevple · nuisance / et · lesgare · pelerin / remettons · en · son · chemin / sil · oit · nostre · resonnance / de · nos · accordances / vois · novs · acoisons / les · abbors · de · leffroiable · tonnere / et · les · nvages · gresleux / et · les · orages · ventevx / banissons · de · nostre · terre / in · present · Car. et · Rad. Bonneval / fra · Prevost · fra · Dv · Pont / Gvl · et · Car · Le · Doux · M · de · La · Ville / Ant · Coifier · Lvd · Bidault / fra · Auger · I · Ferry / bened · nomen · mihi · Genovefa / Magnificate · D:minvm · Mecvm ». Les initiales au début correspondent sans doute au fondeur, et les noms à la fin sont ceux des fabriciens, marguilliers, notables et ecclésiastiques ayant assisté à la cérémonie d'inauguration[34],[35].

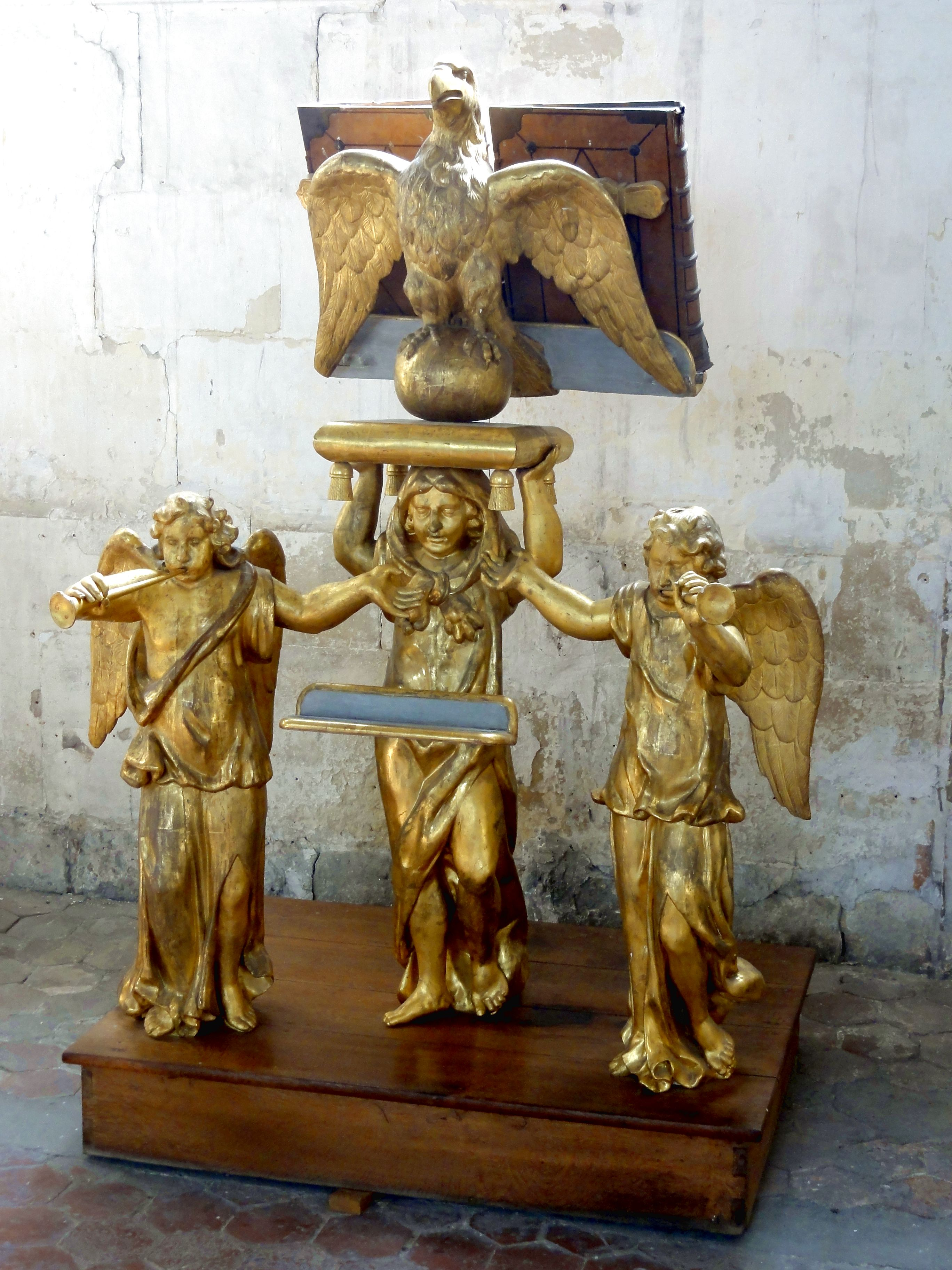
Aigle-lutrin.
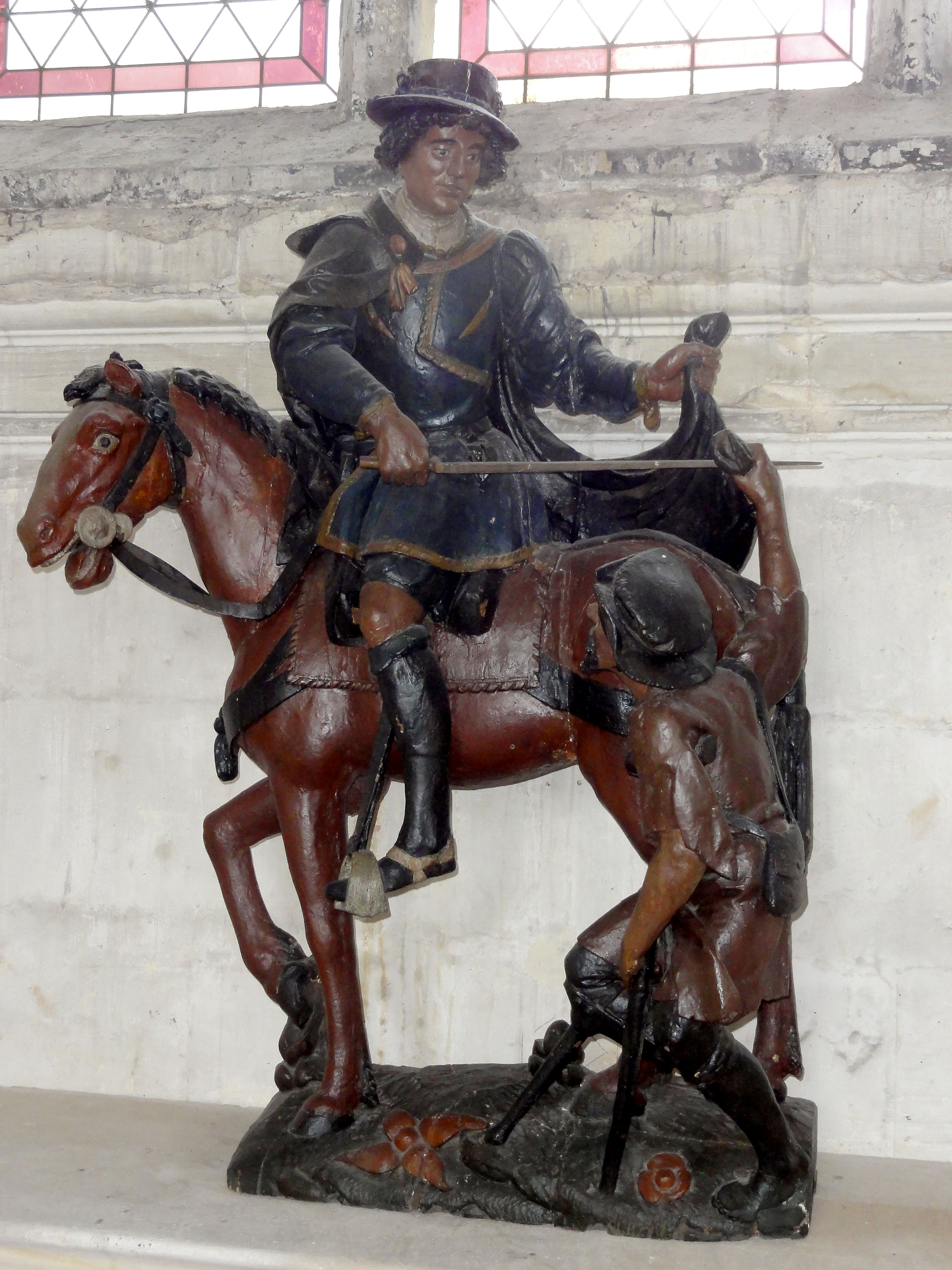
Charité de Saint-Martin.
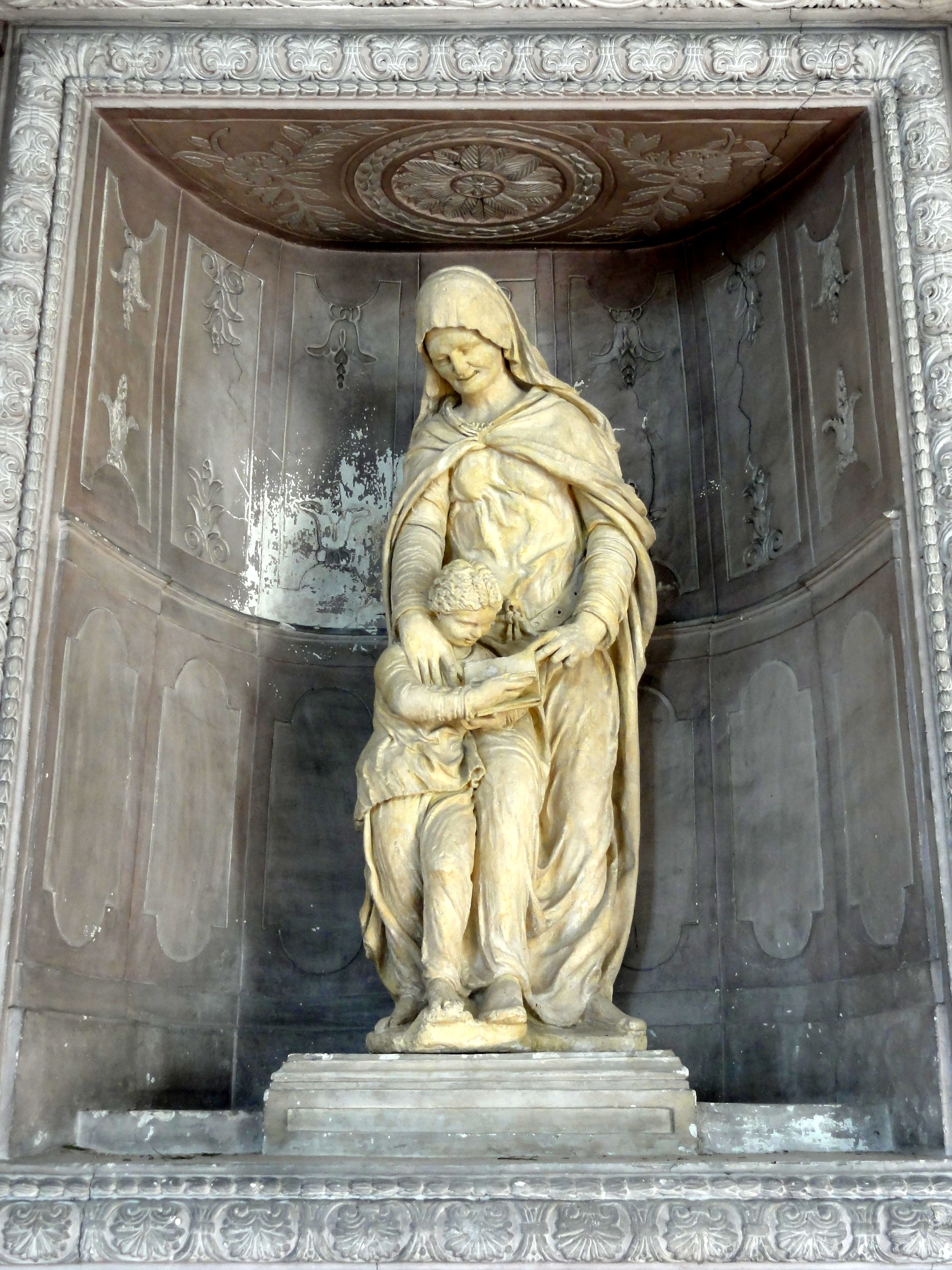
Éducation de la Vierge.
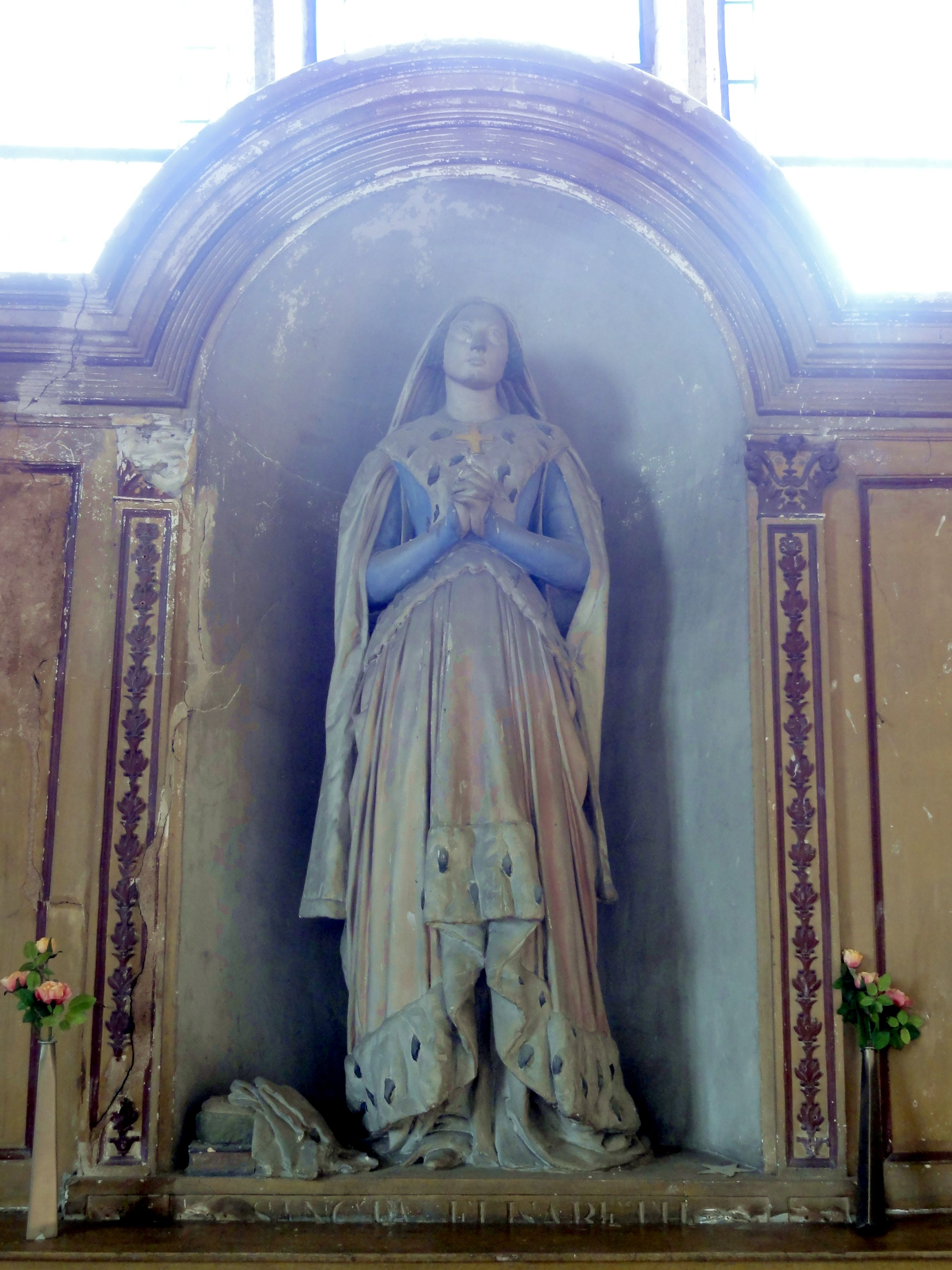
Sainte Élisabeth.
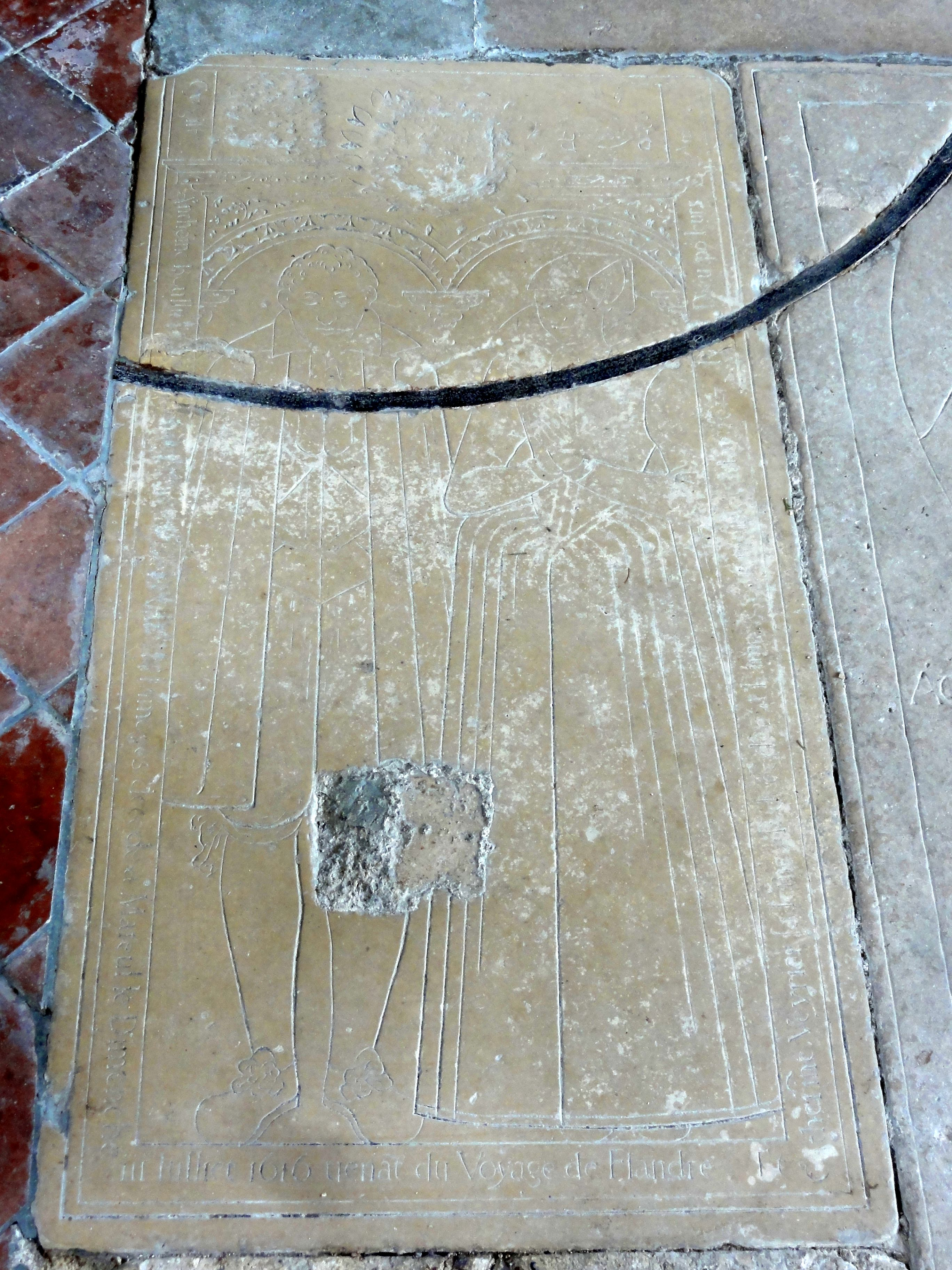
Dalle funéraire d'Antoine Boull... et sa femme.
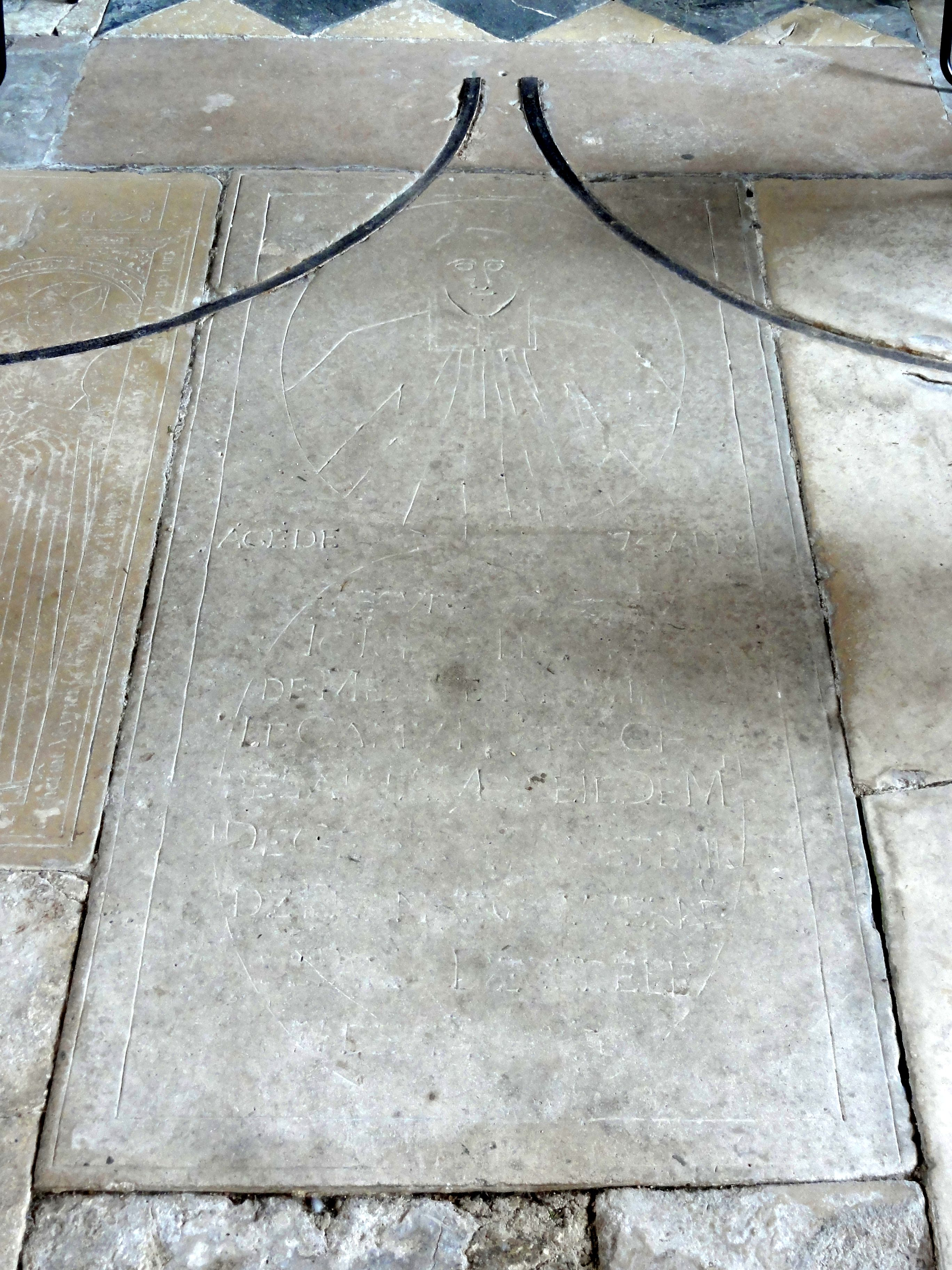
Dalle funéraire de Martin Le Canu.